# Jeux olympiques d'hiver de 1998
Vous lisez un « article de qualité » labellisé en 2014.
Les Jeux olympiques d'hiver de 1998, officiellement connus comme les XVIIIes Jeux olympiques d'hiver, ont lieu à Nagano au Japon du 7 au 22 février 1998. La ville était déjà candidate pour accueillir les Jeux olympiques d'hiver de 1940 (finalement annulés) ainsi que ceux de 1972, mais elle a à chaque fois été éliminée au niveau des sélections japonaises. Nagano obtient l'organisation des Jeux lors de sa troisième candidature en s'imposant face aux villes d'Aoste en Italie, Jaca en Espagne, Östersund en Suède et Salt Lake City aux États-Unis. C'est la troisième fois qu'une ville japonaise organise les Jeux olympiques (été et hiver confondus), après Tokyo en 1964 et Sapporo en 1972. Tous les sites des compétitions se situent dans la préfecture de Nagano. Ils sont financés par les communes, la préfecture et l'État japonais. Le comité d'organisation, dont les recettes proviennent en grande partie des droits de télédiffusion et des sponsors, prend en charge tous les autres frais d'organisation.
Les Jeux rassemblent 2 176 athlètes de 72 pays, ce qui constitue un record à l'époque pour les Jeux d'hiver. Ils participent dans sept sports et quatorze disciplines qui regroupent un total de 68 épreuves officielles, soit 7 de plus qu'en 1994. Deux disciplines, le curling et le snowboard, font leur entrée au programme olympique et un tournoi féminin est ajouté en hockey sur glace. Cinq nations font leurs débuts aux Jeux d'hiver : l'Azerbaïdjan, le Kenya, la Macédoine, l'Uruguay et le Venezuela.
L'athlète la plus médaillée de ces Jeux est la fondeuse russe Larisa Lazutina qui obtient cinq médailles dont trois d'or. Le fondeur norvégien Bjørn Dæhlie remporte quant à lui quatre médailles dont trois d'or ; il porte son total à douze médailles dont huit d'or, un record pour les Jeux d'hiver. En hockey sur glace, les joueurs professionnels de la ligue nord-américaine (Ligue nationale de hockey) participent pour la première fois aux Jeux olympiques. L'équipe tchèque est cependant médaillée d'or au détriment des favoris canadiens et américains. En saut à ski, sport très populaire dans son pays, le Japonais Kazuyoshi Funaki remporte deux médailles d'or et une d'argent. Finalement, l'Américaine Tara Lipinski devient la plus jeune championne olympique de patinage artistique à l'âge de 15 ans et 255 jours. L'Allemagne domine le tableau des médailles avec 29 récompenses dont 12 en or. Elle est suivie de la Norvège et de la Russie, qui en gagnent respectivement 25 et 18. Le Japon remporte quant à lui dix médailles, ce qui représente le record du pays pour les Jeux d'hiver. Les mauvaises conditions météorologiques perturbent les compétitions : neuf épreuves dont sept en ski alpin doivent être reportées.
Les Jeux permettent, en outre, d'améliorer le réseau de transports et laissent plusieurs sites sportifs à la préfecture. Cependant, les retombées économiques ne se concrétisent qu'à court terme.

## Sélection de la ville hôte

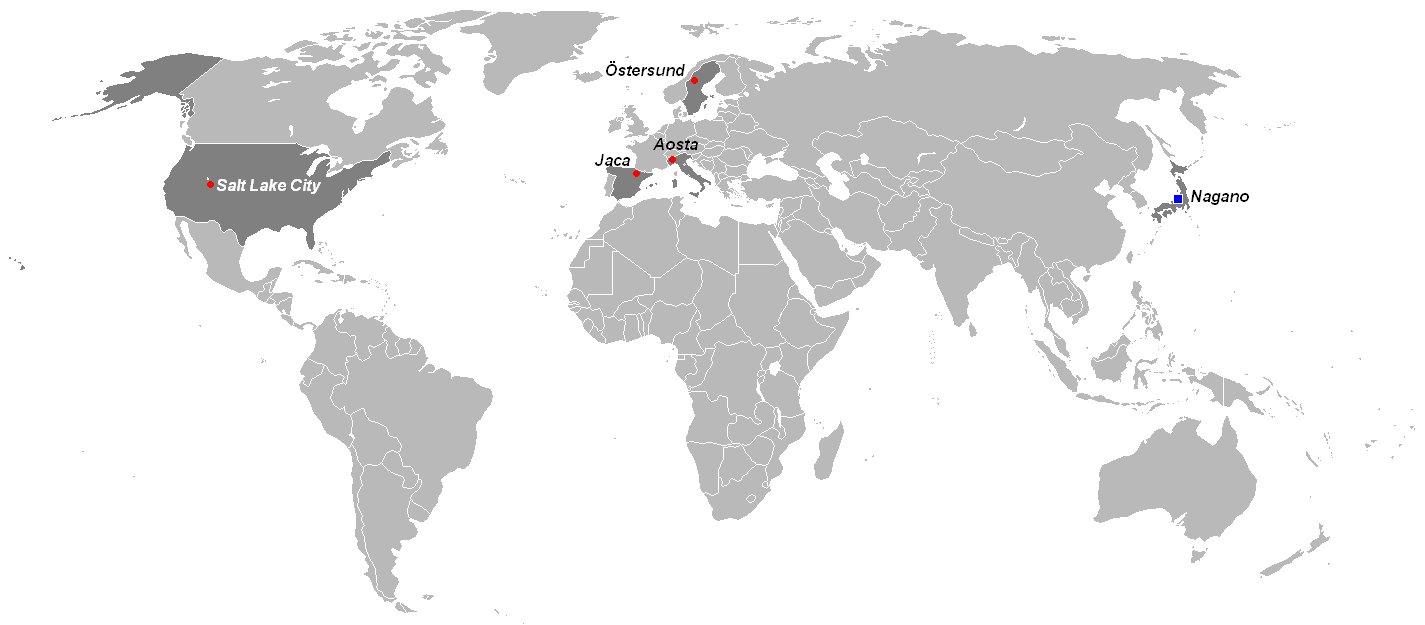
Les villes candidates en 1991.

En 1932, les Jeux olympiques d'été de 1940 sont attribués à Tokyo, capitale du Japon. Comme à cette époque le pays organisateur des Jeux d'été peut aussi accueillir les Jeux d'hiver la même année, plusieurs villes japonaises, dont Nagano, préparent une candidature. La ville de Sapporo est choisie, mais les Jeux d'été et d'hiver seront annulés à cause de la Seconde Guerre mondiale. En 1961, Nagano déclare son intention d'organiser les Jeux olympiques d'hiver de 1968 mais c'est à nouveau Sapporo qui devient la candidature japonaise. La ville française de Grenoble accueille les Jeux de 1968 et Sapporo ceux de 1972.
En 1983, la possibilité d'organiser les Jeux olympiques est à nouveau envisagée et, en 1985, la préfecture décide de lancer la troisième candidature de Nagano. Le comité de candidature est établi en juillet 1986 et la candidature est transmise au Comité olympique japonais (COJ) le 28 novembre de la même année. Les autres villes japonaises candidates sont Asahikawa, Yamagata et Morioka. Le 1er juin 1988, les membres du COJ décident de la ville japonaise qui enverra sa candidature au CIO et Nagano est choisie au premier tour en obtenant 34 voix sur 45. Le comité est réorganisé en 1989 : le Premier ministre japonais en prend la tête et le nombre de membres passe à 511. Le 12 février 1990, une délégation de Nagano présente la candidature au siège du CIO à Lausanne, en Suisse, devant le président de l'organisation Juan Antonio Samaranch. Cinq autres villes sont également candidates : Aoste en Italie, Jaca en Espagne, Östersund en Suède et Salt Lake City aux États-Unis. Pendant la campagne de candidature, le comité promet de payer les frais de logement et de transports des 2 000 athlètes ; il annule cependant cette promesse à cause d'une crise économique au Japon.
Le 15 juin 1991, pendant la 97e session du CIO à Birmingham au Royaume-Uni, les Jeux olympiques d'hiver de 1998 sont attribués à Nagano, alors peuplée de 360 000 habitants, qui devance Salt Lake City par 46 voix contre 42 au cinquième tour. C'est la troisième fois qu'une ville japonaise organise les Jeux olympiques, après Tokyo en été 1964 et Sapporo en hiver 1972.
En 1999, après le scandale de corruption concernant l'attribution des Jeux olympiques d'hiver de 2002 à la ville américaine de Salt Lake City, le comité de candidature de Nagano est également suspecté d'avoir soudoyé des membres du CIO en échange de leur vote. Une enquête a lieu mais les comptes ne peuvent pas être vérifiés car les livres ont été brûlés en 1992, après l'attribution des Jeux à Nagano.

## Organisation
Dès novembre 1991 (soit cinq mois après la sélection de la ville), le « Comité d'organisation des XVIIIes Jeux olympiques d'hiver » est créé, et Eishiro Saito (alors président de la Fondation des fonds sportifs) immédiatement placé à sa tête. Quatre vice-présidents sont également nommés, ainsi qu'un directeur général. Il s'agit respectivement de Goro Yoshimura (gouverneur de la préfecture de Nagano), Hironoshin Furuhashi (président du Comité olympique japonais), Yoshiaki Tsutsumi (président de l'Association japonaise de ski), Tasuku Tsukada (maire de la ville de Nagano), et Tadashi Tsuda (vice-ministre de l'Intérieur). Ce dernier est en outre remplacé en 1993 par Makoto Kobayashi.
Le comité d'organisation définit trois buts pour réaliser les « Jeux du cœur » : la promotion de la participation des enfants, la coexistence avec la nature et la réalisation d'une fête au centre de laquelle se trouveraient paix et amitié. Concernant le premier point, un camp éphémère de jeunesse réunissant 217 adolescents de 51 pays est créé et le programme « Une école, un pays » est diffusé dans 76 écoles de Nagano qui organisent des échanges culturels avec d'autres pays. De plus, 100 000 billets sont réservés aux enfants. Pour le second point, les organisateurs réalisent les Jeux en essayant de minimiser son impact sur la nature et l'écosystème local. Concernant le troisième point, une trêve internationale décidée en 1997 par l'Organisation des Nations unies est adoptée pendant les Jeux,.

### Aspects économiques
La construction des installations olympiques coûte un total de 106,6 milliards de yens (environ 914 millions de dollars américains). L'état japonais dépense 51,1 milliards et la préfecture de Nagano 29,6 milliards, alors que les communes de Nagano, Hakuba et Nozawa Onsen se partagent une facture de 25,5 milliards. La ville de Nagano s'endette à hauteur de 23,4 milliards ; cette dette ne sera entièrement remboursée qu'en 2015. Le site le plus coûteux est le M-Wave, qui accueille les courses de patinages de vitesse : il nécessite un investissement de 34,8 milliards. Les installations du hockey sur glace, le Big Hat et l'Aqua Wing Arena, coûtent respectivement 19,1 et 9,1 milliards. Le Nagano White Ring utilisé pour le patinage coûte 14,2 milliards et la piste de bobsleigh et de luge 10,1 milliards. Finalement, 8,6 milliards sont dépensés pour le saut à ski, 7 pour le ski de fond et 3 pour le biathlon.
Le comité d'organisation finance quant à lui tous les autres frais d'organisation, ce qui représente un total de 113,9 milliards de yens (977 millions de dollars). Il débourse 14,4 milliards pour l'administration et 99,4 milliards pour les dépenses opérationnelles, dont 15,9 pour les compétitions, 20,7 pour les installations, 21,6 pour les relations publiques et les médias et 18,4 pour les télécommunications et l'information. Les droits de transmission télévisée rapportent 34,5 milliards et le marketing 31,3 milliards. Finalement, les recettes de la vente des billets s'élèvent à 10,5 milliards.
Le coût total des Jeux de Nagano est estimé à 1 450 milliards de yens (12,5 milliards de dollars), alors qu'en comparaison, celui des Jeux de Turin de 2006 ne représentera que 3,6 milliards de dollars. Ce montant très élevé est en grande partie dû à la construction de la ligne de train à grande vitesse (Shinkansen) permettant de relier Nagano à Tokyo.

### Marketing

L'emblème des Jeux de Nagano, représentant une « fleur des neiges » avec les anneaux olympiques et le mot « Nagano 1998 » surplombant ces derniers.

L'emblème des Jeux olympiques d'hiver de 1998 consiste en une « fleur des neiges » stylisée, chacun de ses pétales rappelant la participation d'un athlète à un sport d'hiver. La figure peut également évoquer un flocon de neige ou encore une fleur des montagnes, faisant référence à l'engagement et l'importance que porte la ville de Nagano à son environnement naturel. Il est d'ailleurs à noter que ce n'est pas la seule fois qu'une ville japonaise utilise une telle figure pour les Jeux olympiques ; Tokyo utilisera des fleurs de cerisiers dans son logo de candidature pour les Jeux olympiques d'été de 2020.
Les mascottes officielles utilisées par le groupe de communication, au nombre de quatre, consistent en quatre chouettes conçues par la compagnie Landor Associates (également co-conceptrice des mascottes des Jeux olympiques d'hiver de Salt Lake City). Cet animal est choisi car il est un symbole de sagesse au Japon. Les quatre noms Sukki, Nokki, Lekki et Tsukki ont été choisis parmi plus de 47 000 propositions. Également surnommées les « Snowlets », leur nombre fait allusion aux quatre années qui séparent chaque édition des Jeux olympiques. Elles font également référence aux quatre éléments : le feu, l'air, la terre et l'eau,. « Snowple », une belette, a au départ été choisie pour représenter les Jeux de Nagano. Elle a cependant été délaissée au profit de celles que nous connaissons désormais.
Le poster officiel de ces Jeux, conçu par Masuteru Aoba, présente une grive perchée sur des bâtons de ski avec, en arrière-plan, une lumière aurorale arrosant les sommets enneigés d'une chaîne de montagnes. Tout comme pour l'emblème et les mascottes, il y a ici une symbolique quant à l'importance de l'environnement naturel dans ces Jeux olympiques, et une volonté de créer une harmonie entre les athlètes et la nature. Plusieurs autres posters ont également été créés, dont un spécialement conçu pour la cérémonie d'ouverture de la compétition, une nouveauté dans l'histoire du marketing olympique. Le marketing des Jeux coûte 5,9 milliards de yens au comité d'organisation.
Les Jeux sont sponsorisés par 11 partenaires mondiaux, 8 partenaires nationaux et 18 fournisseurs officiels qui apportent un soutien financier ainsi que des biens et des services aux organisateurs des Jeux. Le marketing, qui comprend les revenus du sponsoring et les droits d'utilisation des emblèmes et mascottes des Jeux, rapporte au total 31,3 milliards de yens au comité d'organisation.

### Ventes des billets
Dès le 7 février 1997, le comité d'organisation met en vente 1 286 000 billets pour les compétitions sportives et les cérémonies. Le nombre de billets vendus est de 1 149 615 ; ce qui représente un taux de 89,4 %. En comptant les personnes en rapport avec les Jeux, le nombre total de spectateurs est de 1 275 529. Ce nombre est un peu plus élevé qu'en 1994, mais il est toutefois plus faible que lors des Jeux de Calgary en 1988. Les ventes ont beaucoup de succès au Japon puisque plus de six millions de demandes de billets sont reçues par réservation, soit 17,7 fois le nombre de billets qui seront finalement vendus par ce moyen. Pour les épreuves où la demande est supérieure à l'offre, des tirages au sort sont effectués pour attribuer les billets. Au total, la vente des billets rapporte 10,5 milliards de yens au comité d'organisation.
Les matches de hockey sur glace représentent 295 802 billets vendus, soit 26 % du total. Les autres sports générant plus de 90 000 ventes sont le ski alpin (166 092), le saut à ski (96 000) et le patinage de vitesse (93 000). Pour plusieurs disciplines, tous les billets mis en vente sont achetés : le saut à ski, les sauts du combiné nordique, le ski acrobatique, les trois disciplines du patinage, le bobsleigh et le curling ainsi que les cérémonies. En revanche, seuls 56,6 % des 146 000 billets disponibles pour le ski de fond sont distribués.

### Transports
Le développement et la réussite du transport dans un milieu environnemental assez hostile, avec un terrain montagneux et d'importantes chutes de neige, représentent un défi majeur pour le comité d'organisation. Parmi les difficultés rencontrées, on peut noter l'éloignement du village olympique principal hébergeant les athlètes (situé à sept kilomètres de Nagano) des lieux de compétitions positionnés à cinq endroits bien distincts. De plus, une seule et unique route peut généralement mener à chaque site sportif, limitant considérablement les possibilités de déplacement et créant de nombreux embouteillages. Une autre difficulté consiste à l'impossibilité de pouvoir déterminer à l'avance quelles mesures de transport doivent être prises, tant que le nombre exact d'athlètes devant se rendre sur les différents sites et le calendrier définitif des épreuves ne sont pas connus.
Afin de faciliter l'accès à Nagano, le gouvernement décide de relier Nagano au réseau de trains à grande vitesse : la ligne Shinkansen Nagano, inaugurée cinq mois avant les Jeux, permet de réduire de moitié le temps de trajet entre Tokyo et Nagano qui est désormais de 79 minutes pour 221 kilomètres. Deux autoroutes sont construites dans la région de Nagano et 114,9 kilomètres de routes sont améliorés à l'intérieur de la préfecture,.
Les services de transport des Jeux sont opérationnels durant 33 jours, de l'ouverture du village olympique jusqu'au 25 février, soit trois jours après la cérémonie de clôture. Environ 64 % des participants arrivent entre le 1er et le 6 février, tandis que plus de 74 % repartent pendant une période s'étalant du 22 au 25 du même mois. Les opérations sont directement dirigées et corrélées depuis un centre de transport situé au siège social du comité d'organisation des Jeux. D'autres centres de transports, cette fois-ci au niveau régional, ont également été créés à Hakuba et Yamanouchi, ainsi qu'un centre de gestion des véhicules à Karuizawa. Les médias et les représentants des différents comités nationaux olympiques se déplacent généralement en car, depuis leur aéroport d'arrivée (principalement Tokyo) jusqu'à leur lieu d'hébergement (Nagano ou Karuizawa). Les membres du CIO voyagent quant à eux grâce aux lignes de trains à grande vitesse (Shinkansen). Les arrivées et départs depuis et vers l'étranger s'effectuent dans trois aéroports différents : ceux de Tokyo, Kansai et Nagoya.
Afin d'améliorer l'efficacité du transport des spectateurs, le comité d'organisation a obtenu des autorités locales l'augmentation du nombre de trains et de cars, ainsi que l'extension des horaires. Ainsi, lors des journées les plus chargées, jusqu'à 480 cars sont mis en service. Soixante-huit aires de parking correspondant à près de 8 000 places sont également mises à la disposition des différentes délégations, tandis que ce nombre s'élève à 17 aires et plus de 23 000 places pour les spectateurs. Environ 1 200 véhicules sont équipés par le dernier système de navigation qui leur transmet en temps réel la situation routière.
Un des principaux enjeux de ces Jeux étant le respect de l'environnement naturel, plusieurs véhicules mis à disposition fonctionnent écologiquement ou semi-écologiquement. Ainsi, ce sont plus de 100 voitures électriques, mini-bus hybrides et autres automobiles respectueuses de l'environnement qui auraient servi au transport et, symboliquement, à la protection de la nature.

### Nations participantes

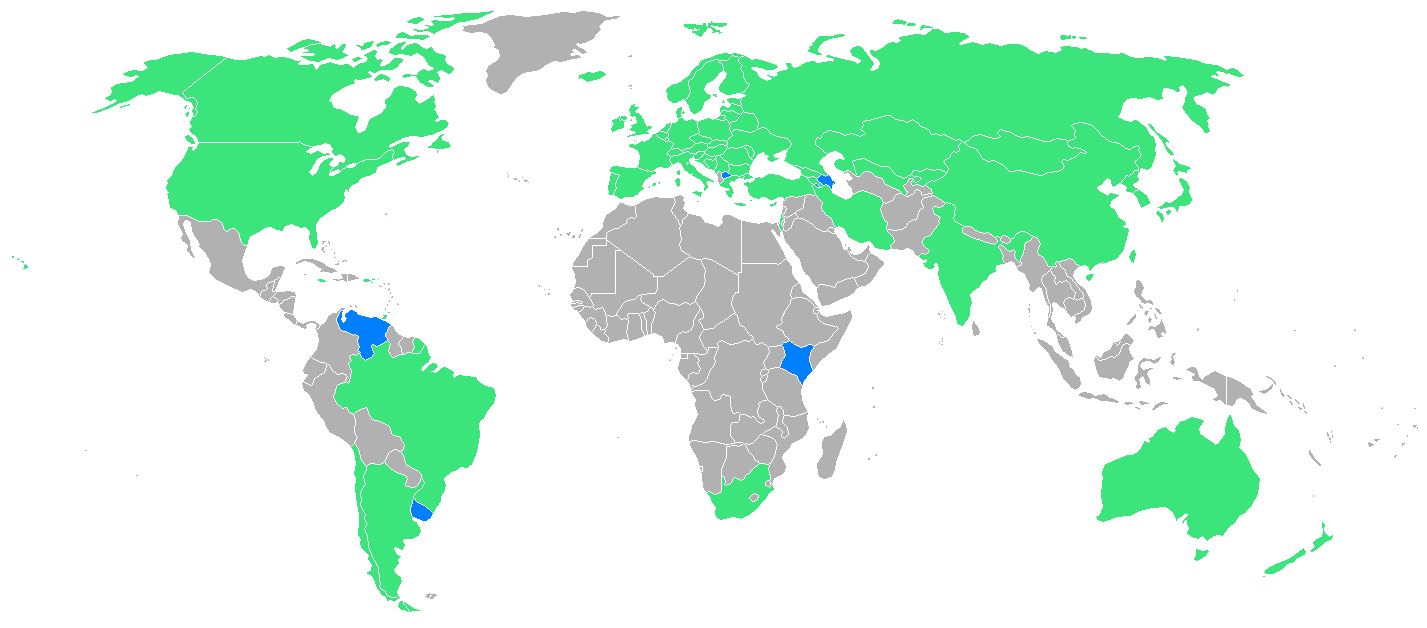
72 nations participent aux Jeux.
Pays participant pour la première fois.
Pays ayant déjà participé.

Des délégations de 72 pays sont présentes à Nagano, pour un total de 2 176 athlètes dont 1 389 hommes et 787 femmes. Avec cinq pays et 439 athlètes de plus que lors des Jeux de 1994, cela constitue un nouveau record de participation pour les Jeux d'hiver,. Cinq nations prennent part aux Jeux olympiques d'hiver pour la première fois : l'Azerbaïdjan, le Kenya, la Macédoine, l'Uruguay et le Venezuela. L'Iran revient aux Jeux d'hiver après vingt-deux ans d'absence et la Corée du Nord, l'Inde, l'Irlande et la Yougoslavie sont de retour après huit ans d'absence. Les Fidji, le Mexique, Saint-Marin, les Samoa américaines et le Sénégal, présents aux Jeux de 1994, ne participent pas en 1998,,,,,,,,,.
Le nombre indiqué entre parenthèses correspond au nombre d'athlètes engagés dans les épreuves officielles pour chaque pays.
- Afrique du Sud (2)
- Allemagne (125)
- Andorre (3)
- Argentine (2)
- Arménie (7)
- Australie (23)
- Autriche (96)
- Azerbaïdjan (4)
- Belgique (1)
- Bermudes (1)
- Biélorussie (59)
- Bosnie-Herzégovine (8)
- Brésil (1)
- Bulgarie (19)
- Canada (144)
- Chili (3)
- Chine (57)
- Chypre (1)
- Corée du Nord (8)
- Corée du Sud (37)
- Croatie (6)
- Danemark (12)
- Espagne (12)
- Estonie (20)
- États-Unis (186)
- Finlande (85)
- France (106)
- Géorgie (4)
- Grande-Bretagne (34)
- Grèce (13)
- Hongrie (17)
- Îles Vierges des États-Unis (7)
- Inde(1)
- Iran (1)
- Irlande (6)
- Islande(7)
- Israël (3)
- Italie (113)
- Jamaïque (6)
- Japon (156)
- Kazakhstan (60)
- Kenya (1)
- Kirghizistan (1)
- Lettonie (29)
- Liechtenstein (8)
- Lituanie (7)
- Luxembourg (1)
- Monaco (4)
- Mongolie (3)
- Macédoine du Nord (3)
- Moldavie (2)
- Norvège (76)
- Nouvelle-Zélande (8)
- Ouzbékistan (4)
- Pays-Bas (22)
- Pologne (39)
- Porto Rico (6)
- Portugal (2)
- Tchéquie (61)
- Roumanie (16)
- Russie (122)
- Slovaquie (37)
- Slovénie (34)
- Suède (99)
- Suisse (69)
- Taipei chinois (7)
- Trinité-et-Tobago (2)
- Turquie (1)
- Ukraine (56)
- Uruguay (1)
- Venezuela (1)
- Yougoslavie (2)

## Déroulement

### Relais de la flamme olympique

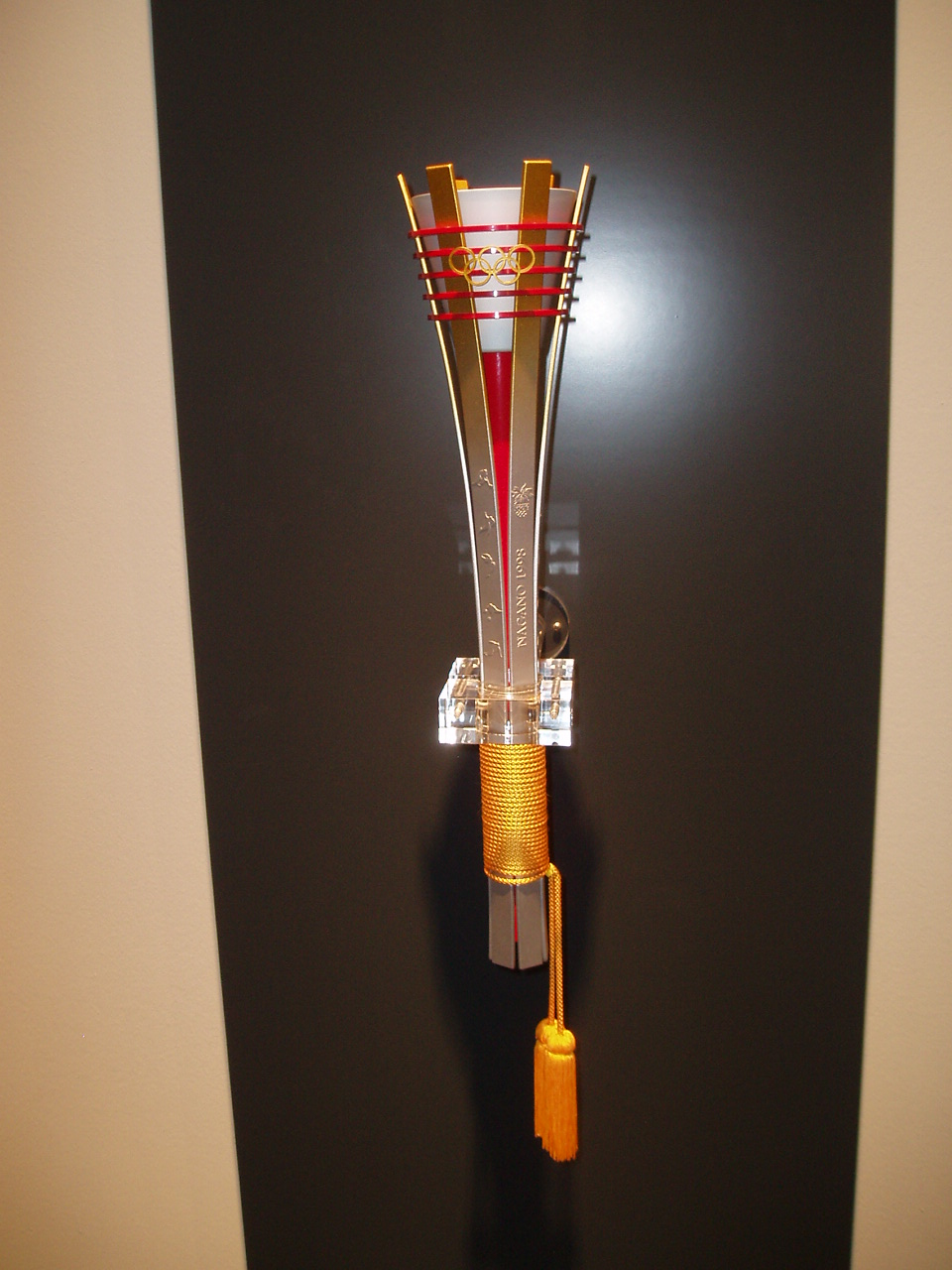
Un exemplaire de la torche olympique.

La torche olympique est allumée par les rayons du soleil lors d'une cérémonie organisée au temple d'Héra, à Olympie en Grèce, le 19 décembre 1997. Un skieur alpin grec commence le relais qui amène la flamme d'Olympie à Athènes, où une cérémonie a lieu dans le Stade panathénaïque. Le 22 décembre, la flamme est transportée jusqu'au Japon par avion. Pour qu'elle puisse passer par toutes les préfectures du Japon en peu de temps, elle est partagée en trois le 4 janvier et emprunte ensuite trois routes distinctes : la route de la mer du Japon, la route du Pacifique et la route de l'Est. Les départs des trois relais sont donnés le 6 janvier, respectivement à Okinawa, Kagoshima et Hokkaidō. Ils progressent dès le 23 janvier à travers les 120 municipalités de la préfecture de Nagano pour se retrouver à Nagano le 5 février. Le lendemain, après avoir traversé tous les districts de la ville, ils se rejoignent à la place centrale où trois anciens athlètes transmettent la flamme à trois membres du comité d'organisation. Ces derniers allument ensemble la torche tenue par le président du CIO Juan Antonio Samaranch. Le 7 février, la flamme est relayée sur 10 kilomètres et la patineuse artistique Midori Itō allume la vasque du stade olympique pendant la cérémonie d'ouverture.
Le relais de la flamme olympique au Japon, sponsorisé par l'entreprise Coca-Cola, dure 33 jours et a une longueur totale de 1 162 kilomètres. Une foule estimée à 5,5 millions de personnes y assiste. Il est partagé en 1 162 sections d'un kilomètre sur lesquelles court ou skie un groupe de six personnes : un porteur, un accompagnateur et quatre personnes de soutien pour un total de 6 901 coureurs. Chaque relais est suivi par deux caravanes de onze véhicules et plus de vingt personnes,.
La forme de la torche olympique rappelle celle des taimatsu, torches utilisées dans les anciens temps. Conçue en aluminium, elle a une longueur de 55 centimètres et un poids de 1,3 kg. L'extérieur est peint de couleur argentée, ce qui évoque l'hiver. Les coureurs portent un uniforme bleu, couleur des Jeux, et blanc, couleur de la neige. L'uniforme du porteur présente les logos des Jeux de Nagano et des Jeux olympiques tandis que celui des autres coureurs a le logo du relais, qui est composé du pictogramme du relais, du logo des Jeux de Nagano ainsi que d'un logo Coca-Cola.

### Calendrier
Les Jeux olympiques d'hiver de 1998 se déroulent du samedi 7 au dimanche 22 février. Ils s'étendent donc sur seize jours et trois week-ends, comme les éditions précédentes. Le nombre d'épreuves passe de 61 en 1994 à 68 en 1998 : deux disciplines, le curling et le snowboard, font leur entrée au programme olympique et un tournoi féminin est ajouté en hockey sur glace. Ces nouvelles compétitions portent le nombre de sports à sept et le nombre de disciplines à quatorze. Le programme sportif commence et se termine par le hockey sur glace : les premières épreuves sont les matchs Italie-Kazakhstan et Autriche-Slovaquie, joués le 7 février à 16 heures, alors que la dernière compétition est la finale, disputée le 22 février à 13 h 45 entre la Russie et la République tchèque. À cause des mauvaises conditions météorologiques, plusieurs compétitions doivent être reportées : sept des dix courses de ski alpin ainsi qu'une épreuve de snowboard et une de biathlon sont disputées avec un retard sur le programme qui atteint cinq jours pour la descente masculine de ski alpin.
| CO | Cérémonie d'ouverture | ● | Épreuve(s) | 1 | Finale d'épreuve officielle | CC | Cérémonie de clôture |

| février 1998                         | 7 Sam | 8 Dim | 9 Lun | 10 Mar | 11 Mer | 12 Jeu | 13 Ven | 14 Sam | 15 Dim | 16 Lun | 17 Mar | 18 Mer | 19 Jeu | 20 Ven | 21 Sam | 22 Dim | Épreuves |
| ------------------------------------ | ----- | ----- | ----- | ------ | ------ | ------ | ------ | ------ | ------ | ------ | ------ | ------ | ------ | ------ | ------ | ------ | -------- |
| Cérémonies                           | CO    |       |       |        |        |        |        |        |        |        |        |        |        |        |        | CC     | —        |
| Biathlon                             |       |       | 1     |        | 1      |        |        |        | 1      |        |        | 1      | 1      |        | 1      |        | 6        |
| Bobsleigh                            |       |       |       |        |        |        |        | ●      | 1      |        |        |        |        | ●      | 1      |        | 2        |
| Combiné nordique                     |       |       |       |        |        |        | ●      | 1      |        |        |        |        | ●      | 1      |        |        | 2        |
| Curling                              |       |       | ●     | ●      | ●      | ●      | ●      | ●      | 2      |        |        |        |        |        |        |        | 2        |
| Hockey sur glace                     | ●     | ●     | ●     | ●      | ●      | ●      | ●      | ●      | ●      | ●      | 1      | ●      |        | ●      | ●      | 1      | 2        |
| Luge                                 |       | ●     | 1     | ●      | 1      |        | 1      |        |        |        |        |        |        |        |        |        | 3        |
| Patinage artistique                  |       | ●     |       | 1      |        | ●      | ●      | 1      | ●      | 1      |        | ●      |        | 1      |        |        | 4        |
| Patinage de vitesse                  |       | 1     | ●     | 1      | 1      | 1      | ●      | 1      | 1      | 1      | 1      |        | 1      | 1      |        |        | 10       |
| Patinage de vitesse sur piste courte |       |       |       |        |        |        |        |        |        |        | 2      |        | 1      |        | 3      |        | 6        |
| Saut à ski                           |       |       |       |        | 1      |        |        |        | 1      |        | 1      |        |        |        |        |        | 3        |
| Ski acrobatique                      |       | ●     |       |        | 2      |        |        |        |        | ●      |        | 2      |        |        |        |        | 4        |
| Ski alpin                            |       |       |       | ●      | 1      |        | 2      |        |        | 2      | 1      |        | 2      | 1      | 1      |        | 10       |
| Ski de fond                          |       | 1     | 1     | 1      |        | 2      |        | 1      |        | 1      |        | 1      |        | 1      |        | 1      | 10       |
| Snowboard                            |       | 1     |       | 1      |        | 2      |        |        |        |        |        |        |        |        |        |        | 4        |
| Nombre total de finales              | 0     | 3     | 3     | 4      | 7      | 5      | 3      | 4      | 6      | 5      | 6      | 4      | 5      | 5      | 6      | 2      | 68       |
| Total                                | 0     | 3     | 6     | 10     | 17     | 22     | 25     | 29     | 35     | 40     | 46     | 50     | 55     | 60     | 66     | 68     | 68       |

### Cérémonie d'ouverture

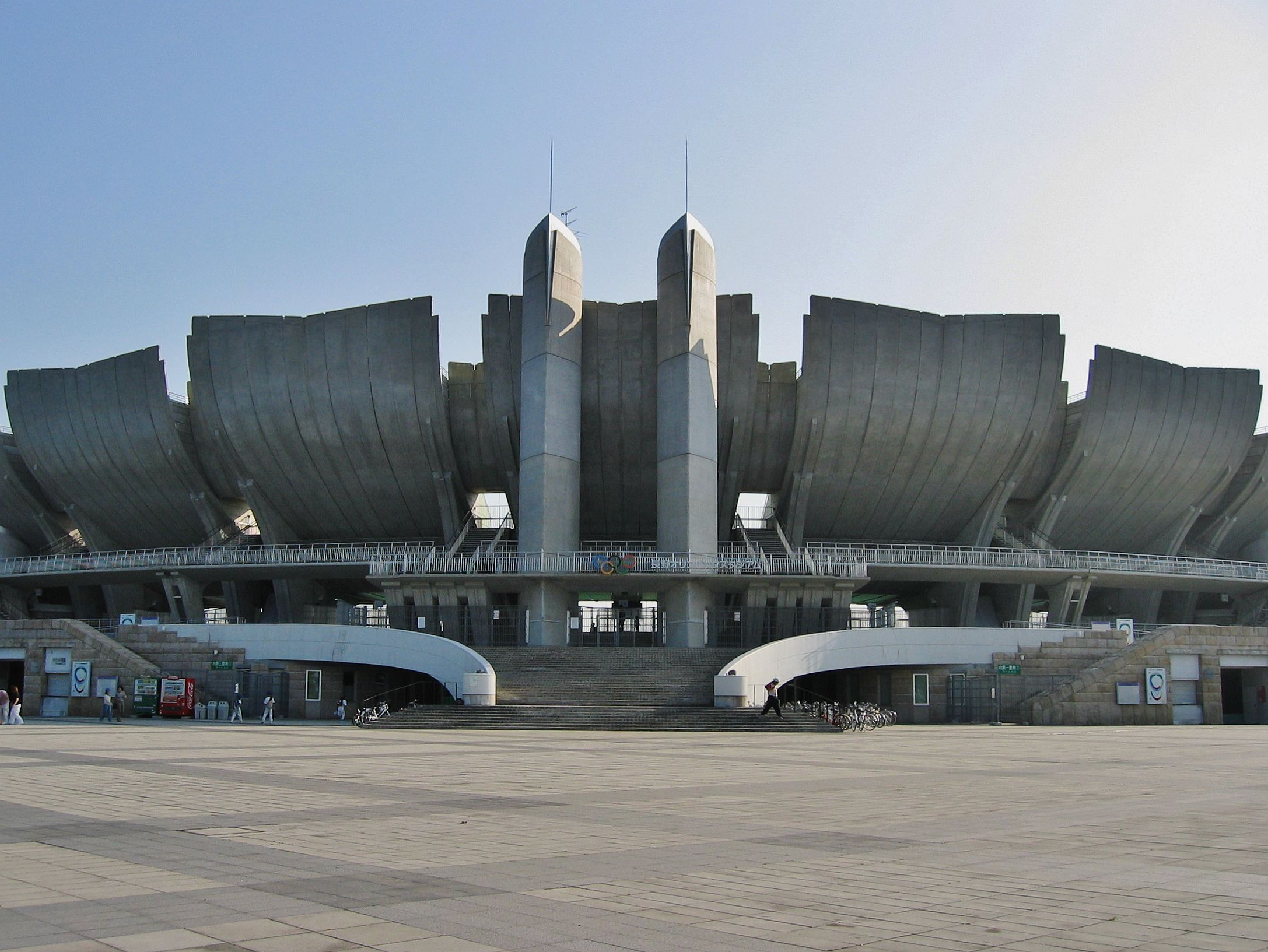
Le stade olympique de Nagano.

La cérémonie d'ouverture a lieu le 7 février dans le stade olympique devant 50 000 personnes. Selon son réalisateur Keita Asari, le programme composé de cérémonies et de présentations artistiques « symbolise un pont qui lie les gens dans l'amitié et représente les espoirs de l'humanité et les aspirations pour le futur ». Il présente également l'histoire et la culture du Japon et de Nagano. La cérémonie d'une durée de deux heures commence à 11 heures par le son des cloches du temple bouddhiste Zenkō-ji. Mille personnes de la région de Suwa, proche de Nagano, entrent dans le stade en chantant et en portant huit piliers en bois qui, selon la tradition, purifient le sol et permettent de faire du stade olympique un lieu sacré. Ensuite, des lutteurs de sumo, dont le célèbre Tarō Akebono, font une démonstration et chassent les mauvais esprits. Après ça, quatre géants de paille font leur entrée en compagnie de danseurs et d'écoliers qui entonnent « When children rule the world » (« Quand les enfants dominent le monde »), chanson thème de la cérémonie, avec la chanteuse Ryoko Moriyama. Les délégations, menées comme le veut la tradition par la Grèce, pays à l'origine des Jeux olympiques, défilent ensuite dans le stade au son de chansons populaires japonaises. Un lutteur de sumo et un enfant qui tient un panneau indiquant le nom du pays se trouvent à la tête de chaque délégation. Le cortège est clos par le Japon pendant que la chanson de Nagano, Shinano no Kuni, est jouée.
Après que le président du comité d'organisation a invité les gens à se rejoindre pour des « Jeux du cœur » qui sont un pont vers le XXIe siècle, le président du CIO Juan Antonio Samaranch récite un discours dans lequel déclare notamment : « Nous espérons que [...] la trêve olympique permettra de renforcer le dialogue international [...] en vue de mettre un terme aux tragédies humaines ». Il lance ainsi un appel à faire pression sur les États-Unis, qui menacent d'attaquer les installations de fabrications d'armes chimiques en Irak. L'empereur du Japon Akihito ouvre ensuite officiellement les Jeux et huit médaillés olympiques japonais, dont le seul champion olympique du pays aux Jeux d'hiver Yukio Kasaya, arrivent avec le drapeau olympique qui sera levé au son de l'hymne olympique chanté par le chœur d'enfants de Nagano. L'ancien démineur Chris Moon, qui a perdu une jambe et une main, entre dans le stade avec la flamme olympique entouré d'enfants. Après un relais entre d'autres athlètes japonais, la patineuse artistique Midori Itō reçoit la flamme et allume la vasque olympique. Le serment olympique est dit par le capitaine de la délégation japonaise Kenji Ogiwara pour les athlètes et par Junko Hiramatsu pour les juges avant le lancer de 1 998 ballons. La cérémonie est close par une interprétation de l'Ode à la joie de Beethoven faite simultanément sur les cinq continents : le chef d'orchestre Seiji Ozawa dirige des chœurs représentés sur des écrans géants pendant que 2 000 personnes chantent dans le stade. Finalement, des avions des Forces japonaises d'autodéfense laissent apparaître des traces de fumée aux couleurs olympiques.

### Épreuves

#### Biathlon

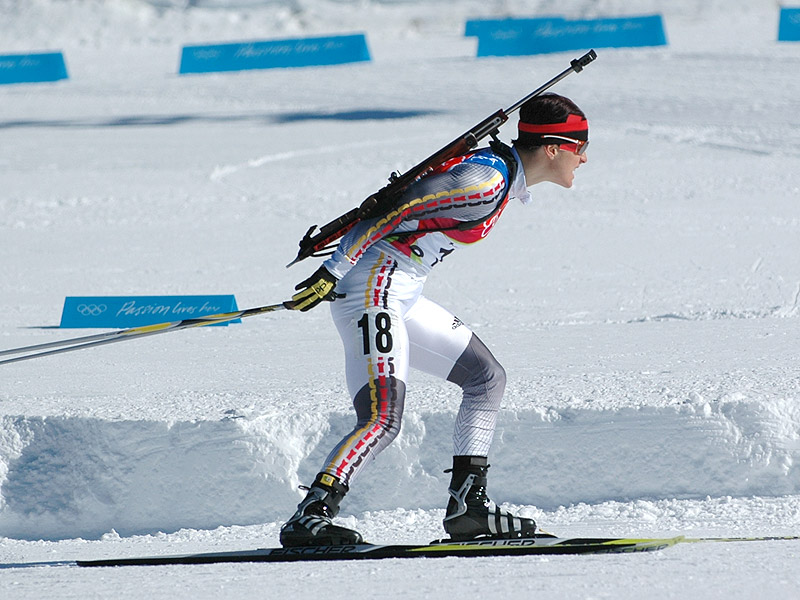
Uschi Disl, ici en 2006, remporte trois médailles : une de chaque métal.

Les compétitions de biathlon ont lieu au Nozawa Onsen Snow Resort, au Nord de la préfecture de Nagano. Six épreuves sont au programme : le sprint, l'individuel et le relais, pour les hommes et les femmes. Elles sont disputées par 183 athlètes, 96 hommes et 87 femmes, de 32 pays différents. La Norvège et l'Allemagne, surtout grâce à Uschi Disl qui remporte trois médailles, dominent les compétitions.
La première course est celle du 15 kilomètres individuel féminin, organisée le 9 février sous les chutes de neiges. Elle est remportée par la Bulgare Ekaterina Dafovska, pourtant seulement 51e au classement de la Coupe du monde, qui obtient la première médaille d'or bulgare de l'histoire aux Jeux d'hiver grâce à un temps total de 54 min 52 s et une seule cible manquée. L'Ukrainienne Olena Petrova surprend également en s'adjugeant la médaille d'argent et l'Allemande Uschi Disl, cinquième après trois tours, est médaillée de bronze grâce à une remontée dans la dernière boucle. La favorite suédoise Magdalena Forsberg termine au 14e rang. Le sprint féminin, couru sur une distance de 7,5 kilomètres, a lieu le 15 février sur une couche glacée. La Russe Galina Koukleva manque une cible sur dix et a un temps final de 23 min 8 s. Uschi Disl, partie peu après, manque également une cible et tombe après l'arrivée. Kukleva l'aide à se relever et elles remarquent en voyant le tableau des résultats que la Russe est première avec sept dixièmes de seconde d'avance sur l'Allemande, médaillée d'argent. Katrin Apel, autre Allemande, complète le podium. Le relais 4 × 7,5 kilomètres est disputé le 19 février. La première relayeuse allemande, Uschi Disl, perd un bâton pendant le départ et est quinzième après l'avoir récupéré. Elle remonte cependant à la troisième place et son équipe devient championne olympique. Disl remporte ainsi sa sixième médaille olympique, mais sa première en or. Les Russes sont deuxièmes avec plus de 11 secondes de retard alors que les Norvégiennes sont troisièmes,.
Les biathlètes masculins commencent leurs Jeux olympiques le 11 février par le 20 kilomètres individuel. L'Italien Pieralberto Carrara est le seul des 72 coureurs à toucher toutes les cibles, mais le Norvégien Halvard Hanevold, qui manque l'avant-dernière cible avant de lui reprendre 20 secondes en deux kilomètres, s'impose avec une avance de 5,5 secondes sur l'Italien. Le Biélorusse Alexei Aidarov est troisième. Le sprint sur 10 kilomètres commence le 17 février mais, après 40 minutes, la neige et le brouillard rendent les cibles presque invisibles et l'épreuve est reportée au lendemain. Le Norvégien Ole Einar Bjørndalen, en tête du classement de la Coupe du monde, domine la course : il ne manque aucune cible et termine avec une avance de plus d'une minute sur le deuxième, son compatriote Frode Andresen qui avait pourtant manqué quatre de ses cinq tirs la veille. Le Finlandais Ville Räikkönen est troisième à quatre secondes d'Andresen. Le Biélorusse Aleksandr Popov, premier au moment de l'arrêt de la première course, ne termine que 55e. Le président biélorusse Alexandre Loukachenko, présent le 17 février, qualifie l'annulation d'« injustice mafieuse » et accuse les organisateurs d'avoir arrêté la course à cause du fait que les premiers du classement étaient des athlètes d'Europe de l'Est. Le relais 4 × 7,5 kilomètres a lieu le 21 février. Les Allemands, presque toujours en tête, deviennent champions olympiques pour la troisième fois consécutive dans cette épreuve alors que les Norvégiens, qui se sont adjugés les deux titres individuels, doivent se contenter de l'argent après une remontée depuis la sixième place. Les Russes sont médaillés de bronze.

#### Bobsleigh

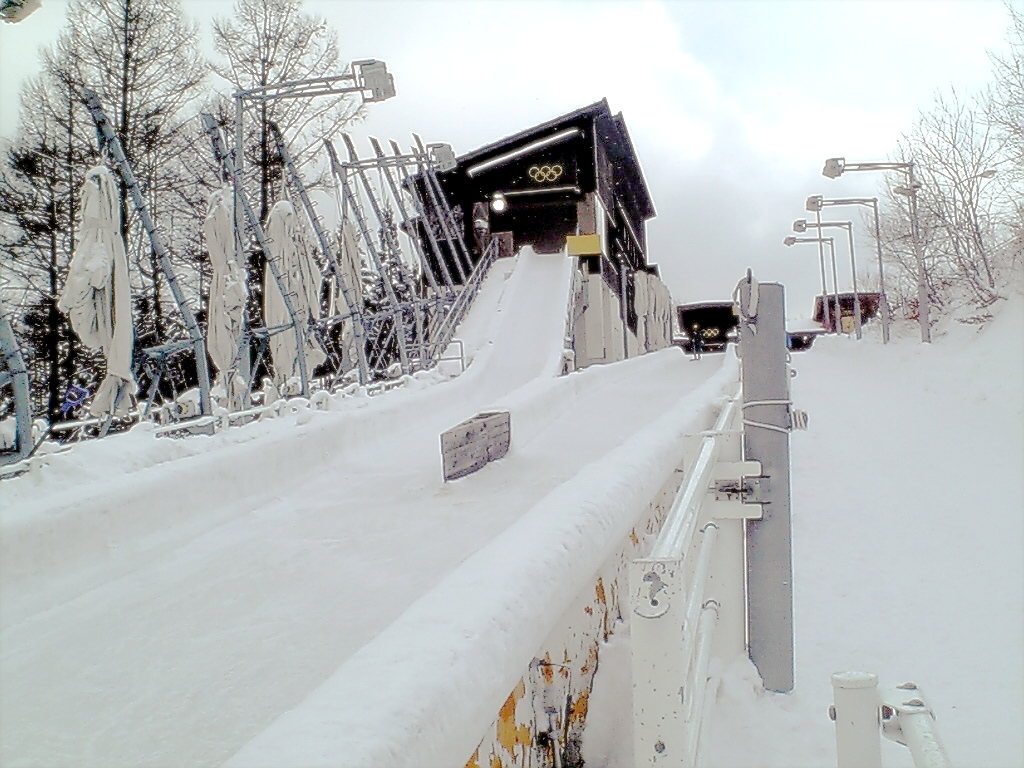
La Spiral.

Les deux épreuves masculines de bobsleigh, à deux et à quatre, se déroulent sur la piste Spiral située au nord de Nagano. Cent cinquante-six athlètes de 28 pays y prennent part. Bien que les Allemands et les Suisses fassent toujours partie des meilleurs, ces Jeux sont marqués par la grande diversité des autres nations arrivant aux premières places.
Les derniers champions du monde de bob à deux sont les Allemands et les Suisses, mais c'est le bob italien de Günther Huber qui remporte la première manche avec une avance de cinq centièmes sur le bob canadien de Pierre Lueders. La compétition est extrêmement serrée puisque Lueders reprend un centième de seconde à Huber lors de chacune des deux manches suivantes. Les Canadiens terminent la dernière manche en trois centièmes de moins que les Italiens ; ces deux équipes sont donc à égalité avec un temps de 3 min 37 s 24. Le cas s'est déjà présenté en 1968 mais une règle a alors permis de désigner le vainqueur ; à Nagano, c'est donc la première fois que deux médailles d'or sont distribuées. Pour l'Italien Antonio Tartaglia, coéquipier de Huber, c'était comme s'ils étaient « des amis qui ont accompli quelque chose ensemble ». La médaille de bronze revient au bob allemand piloté par Christoph Langen.
Cinq jours plus tard, le bob de Christoph Langen prend la tête de la compétition de bob à quatre lors de la première manche. La deuxième manche est annulée à cause de fortes pluies rendant la piste impraticable. Langen conserve son avance après la deuxième manche effectuée le lendemain mais, derrière, les temps sont très serrés : le bob Suisse I est deuxième et les bobs Suisse II, Grande-Bretagne et États-Unis I se partagent la troisième place tandis que le bob France I n'est qu'à huit centièmes de ce trio. Le pilote français Bruno Mingeon réalise le meilleur temps de la troisième et dernière manche, ce qui lui permet de remonter à la troisième place à égalité avec le bob britannique de Sean Olsson. Derrière l'Allemagne de Langen championne olympique et la Suisse de Marcel Rohner médaillée d'argent, la France remporte sa première médaille olympique de l'histoire en bobsleigh alors que les Britanniques n'en ont pas gagné depuis 1964. Les Américains terminent quant à eux à deux centièmes de la troisième place,.

#### Combiné nordique
Pour le combiné nordique, les sauts à ski ont lieu au stade de saut à ski de Hakuba et les courses de ski de fond sont tenues au Snow Harp. Le programme comprend une épreuve individuelle et, comme depuis 1988, une épreuve par équipe. Pour la première fois, un pays remporte les deux titres olympiques du combiné nordique : la Norvège.
La première épreuve est la compétition individuelle, disputée les 13 et 14 février par 48 athlètes. Le Norvégien Bjarte Engen Vik, médaillé de bronze en 1994 et leader du classement de la Coupe du monde en 1998, est premier après les deux sauts devant le Russe Valeri Stoliarov. Le lendemain, les skieurs partent dans l'ordre du classement du saut à ski. Vik n'est jamais inquiété pendant les 15 kilomètres de ski de fond, courus sous la pluie, et est sacré champion olympique avec une avance de 27,5 secondes sur le deuxième. À trois kilomètres de l'arrivée, le Finlandais de 18 ans Samppa Lajunen, sixième du saut à ski et parti 1 min 6 s après Vik, rattrape Stoliarov qui avait quant à lui un handicap de 36 secondes. Ils skient ensemble jusqu'au stade d'arrivée et, soixante mètres avant la ligne, le Finlandais dépasse le Russe. Lajunen prend la deuxième place pour sept dixièmes de secondes alors que Stoliarov est médaillé de bronze. Le plus rapide de la course de ski de fond est le Suisse Marco Zarucchi mais celui-ci, 43e sur 48 lors des sauts, n'obtient que la 25e place finale,.
L'épreuve par équipe est concourue les 19 et 20 février par onze nations. Le format de la compétition est différent de celui des Jeux précédents puisque le nombre d'athlètes par équipe passe de trois à quatre, le relais de ski de fond étant couru sur 4 × 5 au lieu de 3 × 10 kilomètres. Après les sauts, les Finlandais mènent de peu : ils partent dans le relais également couru sous la pluie avec quatre secondes d'avance sur les Autrichiens, huit sur les Norvégiens, neuf sur les Tchèques et vingt-et-une sur les Japonais. Les Norvégiens prennent la tête dès le premier relais pour ne plus la quitter. Le dernier relayeur a le temps de prendre un drapeau de son pays à 500 mètres de l'arrivée et l'équipe norvégienne est championne olympique avec plus d'une minute d'avance. Les Finlandais terminent deuxièmes alors que les Français, sixièmes après les sauts, remontent à la troisième place en devançant de peu les Autrichiens. Les Japonais, médaillés d'or de cette épreuve en 1992 et 1994, doivent cette fois se contenter du cinquième rang,.

#### Curling
Après des discussions commencées en 1992, le curling est inclus au programme des Jeux de Nagano en 1993. À ce moment-là, on considère que ce sport fait sa première apparition dans le programme olympique officiel. Le CIO déclarera cependant en 2006 que le tournoi des Jeux olympiques d'hiver de 1924, dont le statut n'était pas précisé, était une épreuve officielle. Ce sport fait donc son retour en 1998 après 74 ans d'absence. Entre-temps, le curling est apparu aux Jeux olympiques en tant que sport de démonstration en 1932, 1988 et 1992. À Nagano, des tournois masculin et féminin de huit équipes sont disputés dans la Kazakoshi Park Arena, à Karuizawa. Dans la première phase, chaque équipe affronte les sept autres, les quatre meilleures se qualifiant pour les demi-finales.
Dans le tournoi masculin, la meilleure équipe est celle du Canada, favorite, qui se qualifie facilement pour la suite de la compétition avec six victoires et une défaite. Les autres équipes qualifiées sont la Norvège et la Suisse ainsi que les États-Unis, qui ont dû jouer des matchs supplémentaires pour être départagés du Japon et de la Suède. En demi-finales, les Canadiens dominent les Américains sur le score de sept à un alors que la Suisse gagne de peu face à la Norvège par huit points à sept. Le lead canadien George Karrys, en confiance, déclare avant la finale qu'« un club classé 50e ou 60e au Canada pourrait probablement battre la meilleure équipe européenne », 90 % des joueurs de curling dans le monde étant canadiens. Le capitaine de l'équipe suisse, Patrick Hürlimann, a déjà perdu en finale lors de quatre championnats suisses et un championnat du monde et s'est fait battre par les Canadiens sur le score de 8-3 dans la première phase du tournoi olympique. En finale, le capitaine canadien Mike Harris, malade, joue beaucoup moins bien que lors des matchs précédents. Les Suisses, qualifiés de justesse pour les Jeux, créent la surprise en menant 9-1 puis en s'imposant 9-3, devenant champions olympiques. Hürlimann explique que, sur dix matchs, les Suisses n'auraient peut-être battu les Canadiens que deux fois, mais qu'ils connaissaient leur stratégie et pouvaient les battre dans les grands matchs. Les Norvégiens remportent la médaille de bronze en battant les Américains sur le score de 9-4,,,.
Dans le tournoi féminin, l'équipe du Canada est également favorite ; sa capitaine Sandra Schmirler a remporté les trois championnats du monde auxquels elle a participé. Lors de la phase initiale, les Canadiennes terminent premières avec six victoires et une défaite. Elles se qualifient pour les demi-finales, tout comme les Suédoises, les Danoises et les Britanniques. La demi-finale entre l'équipe canadienne et l'équipe britannique, composée uniquement d'Écossaises, est plus serrée qu'attendu : les Canadiennes la remportent sur le score de 6-5 après avoir été menées 4-3. Dans l'autre match, le Danemark bat la Suède par sept points à cinq. En finale, les Canadiennes marquent les trois premiers points. L'équipe danoise de la très expérimentée Helena Blach Lavrsen, championne du monde en 1982, ne remonte plus au score et s'incline sur le score de 7-5. Les Danoises remportent l'argent, ce qui constitue la première médaille du pays dans l'histoire des Jeux d'hiver. Dans le match pour la troisième place, les Suédoises s'imposent par dix points à six face aux Américaines,.

#### Hockey sur glace

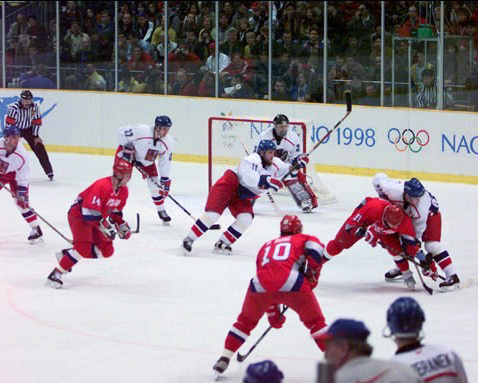
Les Tchèques battent les Russes en finale sur le score d'un but à zéro.

Les matchs de hockey sur glace ont lieu dans le Big Hat et l'Aqua Wing Arena. Ils sont marqués par deux grandes premières : un tournoi olympique féminin et l'arrêt de la Ligue nationale de hockey (LNH), la ligue professionnelle nord-américaine, pendant les Jeux. Les Tchèques sont sacrés champions olympiques chez les hommes alors que les Américaines remportent le tournoi féminin.
En 1998, la LNH s'arrête pour dix-neuf jours pendant les Jeux olympiques et c'est la première fois que presque tous les meilleurs joueurs y participent. À ce moment-là, les favoris deviennent le Canada et les États-Unis qui possèdent la plupart des joueurs de la LNH. Ce changement nécessite une évolution du programme : les six meilleures équipes du monde (Canada, États-Unis, Suède, Russie, Finlande et République tchèque) n'entrent dans la compétition qu'au deuxième tour pour que leurs joueurs puissent rester plus longtemps en LNH. Les deux meilleures de huit autres équipes les y rejoignent pour former deux groupes de quatre, permettant de déterminer quels matchs seront joués en quarts de finale.
Les meilleures équipes de chaque groupe du premier tour sont la Biélorussie et le Kazakhstan, qui se qualifient ainsi pour le tour suivant. Dans son groupe, le Canada est comme attendu la meilleure équipe, gagnant ses trois matchs. Les Suédois sont deuxièmes devant les Américains. Dans l'autre groupe, c'est la Russie qui remporte tous ses matchs. La deuxième place revient à la République tchèque qui devance la Finlande,. En quart de finale, après avoir été menés 1-0, les Tchèques battent les Américains en partie grâce à leur gardien Dominik Hašek qui effectue 38 arrêts. Après cette défaite, les joueurs américains vandalisent trois appartements pour un total de 3 000 dollars de dégâts, provoquant une controverse dans leur pays. Les Finlandais remportent par deux buts à un leur match contre les Suédois. Le Canada et la Russie éliminent facilement les Biélorusses et les Kazakhs, tous les deux par quatre buts à un,. Dans une demi-finale très serrée entre les Tchèques et les Canadiens, Jiří Šlégr ouvre le score pour la République tchèque à seulement dix minutes de la fin du match puis Trevor Linden égalise à 63 secondes de la fin. Après une période supplémentaire sans point, une séance de tirs au but a lieu. Hašek arrête tous les tirs canadiens et permet à son équipe d'atteindre la finale. Dans l'autre match, le score est de 4-4 jusqu'à ce que les Russes marquent trois buts dans les 14 dernières minutes pour s'imposer 7-4 contre les Finlandais. Ces derniers deviennent médaillés de bronze en battant le Canada par trois buts à deux. Aucune des deux équipes favorites n'a donc obtenu une médaille. En finale, les Russes ne peuvent pas contrer le très bon jeu collectif des Tchèques. Petr Svoboda permet à son pays de devenir champion olympique en marquant son seul but du tournoi qui est aussi le seul but du match, alors que les deux gardiens font tous les deux vingt arrêts. De retour au pays, les joueurs tchèques sont accueillis par 130 000 supporteurs dans la vieille ville de Prague,.
Le premier championnat du monde de hockey féminin a lieu en 1990. Après des discussions entamées en 1992, le hockey féminin est inclus au programme des Jeux olympiques de Nagano en 1993. Le tournoi olympique réunit six équipes, qui jouent contre toutes les autres dans le premier tour. Il y a ensuite une finale et un match pour la troisième place. Les favorites sont les Canadiennes, qui ont remporté tous les titres de championnes du monde, et les Américaines, à chaque fois deuxièmes. Les Finlandaises ont été plusieurs fois troisièmes. Dans la phase de groupe, les deux favoris s'affrontent dans le dernier match après avoir battu toutes les autres équipes. Après avoir été menées 4-1, les Américaines marquent six buts consécutifs pour s'imposer 7-4. Sandra Whyte nargue la meilleure marqueuse canadienne Danielle Goyette et une forte tension se développe entre les deux équipes, que l'entraîneur canadien qualifiera d'« intense antipathie ». En finale, les Américaines marquent deux buts en deuxième période. Les Canadiennes reviennent ensuite à 2-1 dans le dernier tiers-temps et, à une minute de la fin, sortent leur gardienne. Sandra Whyte marque dans le but vide et les États-Unis deviennent les premiers champions olympiques du hockey féminin. Les joueuses finlandaises obtiennent la médaille de bronze, comme leurs homologues masculins, après un match gagné 4-1 contre la Chine,.

#### Luge

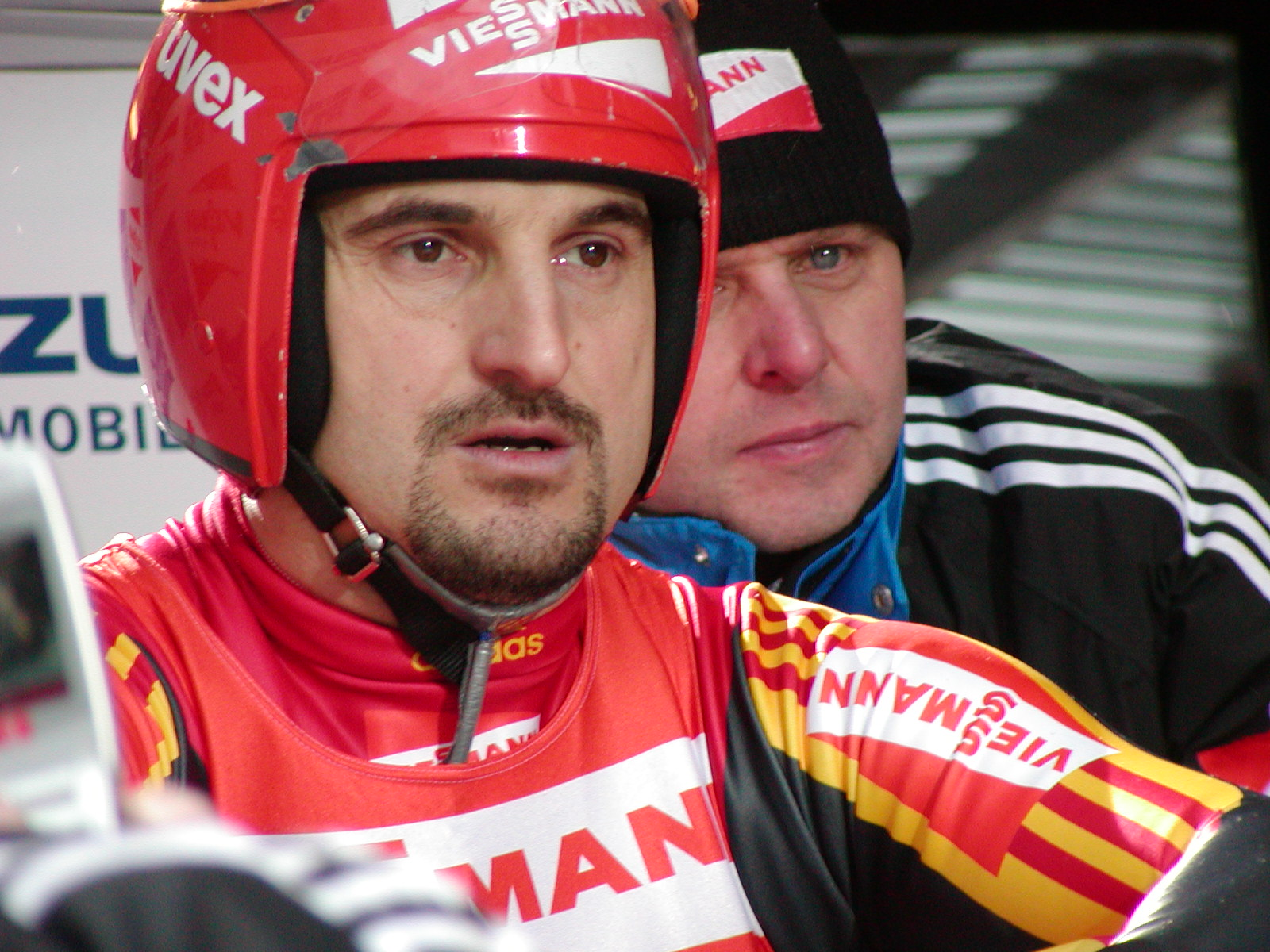
L'Allemand Georg Hackl, ici en 2005, est champion olympique en individuel pour la troisième fois consécutive.

Les compétitions de luge sont tenues sur la piste Spiral. Trois épreuves sont au programme : la luge monoplace hommes et femmes et la luge biplace. Elles sont dominées par les Allemands qui remportent les trois titres olympiques, et cinq médailles sur neuf au total.
La première épreuve est celle des hommes en simple, disputée en quatre manches les 8 et 9 février. Trente-quatre lugeurs y prennent part. L'Allemand Georg Hackl, double tenant du titre, ne gagne aucune des six courses de Coupe du monde précédant les Jeux olympiques. Il arrive aux Jeux avec un bob redessiné et une paire de chaussures aérodynamiques. Les équipes nord-américaines portent plainte à propos de l'autorisation de porter ses chaussures en compétition, mais la protestation est rejetée. Hackl domine l'épreuve en remportant chaque manche avec au moins un dixième de seconde d'avance sur le deuxième. Il devient le sixième athlète de l'histoire à être médaillé d'or trois fois de suite dans la même épreuve aux Jeux d'hiver. L'Italien Armin Zöggeler, champion du monde en 1995, est deuxième tandis que l'Allemand Jens Müller, champion olympique en 1988 pour l'Allemagne de l'Est, est médaillé de bronze. Vainqueur de huit Coupes du monde en onze ans, l'Autrichien Markus Prock termine quatrième,.
Vingt-neuf lugeuses participent aux épreuves féminines les 10 et 11 février. La compétition pour la médaille d'or est un duel extrêmement serré entre les Allemandes Silke Kraushaar et Barbara Niedernhuber. Kraushaar remporte la première manche avec une avance de 19 millièmes de secondes, mais Niedernhuber est première avec une avance de 56 millièmes après deux manches. Kraushaar lui reprend 50 millièmes en troisième manche puis 8 millièmes dans la dernière descente pour s'imposer avec une marge de seulement 2 millièmes de secondes. Cet écart, le plus faible de l'histoire olympique, correspond à une avance de 4,7 centimètres après 4 776 mètres de course. L'Autrichienne Angelika Neuner, vainqueur de la quatrième manche, est médaillée de bronze alors que la dernière Allemande, Susi Erdmann, est quatrième,,.
La compétition de double est concourue le 13 février par 17 duos, en deux manches. Bien qu'elle soit ouverte aux femmes, les participants sont exclusivement des hommes. Les Allemands Stefan Krauße et Jan Behrendt, qui lugent ensemble depuis 14 saisons, remportent la première manche. Ils gardent leur place après un troisième rang en seconde manche, s'adjugeant leur quatrième médaille olympique consécutive depuis une médaille d'argent remportée en 1988 pour l'Allemagne de l'Est. Les deux autres médailles sont attribuées aux Américains : Chris Thorpe et Gordy Sheer obtiennent l'argent alors que Brian Martin et Mark Grimmette gagnent le bronze. C'est la première fois depuis l'introduction de ce sport aux Jeux olympiques en 1964 que des médaillés ne sont pas allemands, autrichiens, italiens ou soviétiques.

#### Patinage artistique

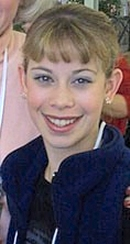
À 15 ans et 255 jours, l'Américaine Tara Lipinski devient la plus jeune championne olympique de l'histoire en patinage artistique individuel.

Quatre épreuves de patinage artistique sont disputées : les épreuves masculine, féminine et par couple ainsi que la danse sur glace. Réunissant 145 participants de 37 pays, elles ont lieu dans le Nagano White Ring. Les patineurs professionnels sont autorisés à participer, comme quatre ans plus tôt, mais à condition de prendre part à d'autres compétitions de l'Union internationale de patinage.
La première compétition est celle des couples. Les Russes Oksana Kazakova et Artur Dmitriev, qui faisaient partie des favoris, sont déclarés premiers du programme libre par sept des neuf juges. Les Allemands Mandy Wötzel et Ingo Steuer sont deuxièmes alors que le couple russe d'Anton Sikharulidze et Elena Berejnaïa, opérée après une fracture du crâne en 1996, est troisième. Dans le programme libre, la performance de Kazakova et Dmitriev contient quelques imperfections mais huit juges sur neuf la placent au premier rang. Le juge allemand provoque en revanche la controverse en privilégiant ses compatriotes et en classant les Russes quatrièmes. La série de champions olympiques soviétiques puis russes débutée en 1964 est poursuivie. Déjà champion olympique en 1992 avec Natalia Mishkutenok, Dmitriev est seulement le deuxième patineur de couple à obtenir l'or olympique avec deux partenaires différents. L'autre couple russe est médaillé d'argent alors que les Allemands remportent le bronze,,.
Dans la compétition masculine, le programme court est dominé par le Russe Ilia Kulik devant le Canadien Elvis Stojko, trois fois champion du monde depuis les derniers Jeux. Dans le programme libre, Kulik montre sa supériorité technique en réalisant trois triples et un quadruple saut au son de Rhapsody in Blue, œuvre de George Gershwin. Placé au premier rang par tous les juges, il est champion olympique. Stojko, affaiblit par une blessure aux adducteurs, sort de son programme en boitant. Il est malgré tout médaillé d'argent, comme en 1994. Le Français Philippe Candeloro, cinquième du programme court, remonte à la troisième place grâce à son interprétation très populaire de d'Artagnan. Il a lui aussi la même médaille que quatre ans plus tôt,,.
En danse sur glace, les Russes Oksana Grichtchouk et Ievgueni Platov ont remporté les 21 compétitions auxquelles ils ont participé depuis leur premier titre olympique en 1994. Ils s'imposent facilement grâce à leurs premiers rangs, le classement des huit meilleurs couples étant le même dans toutes les phases de la compétition. Leurs compatriotes Anzhelika Krylova et Oleg Ovsiannikov sont médaillés d'argent alors que le bronze revient aux Français Marina Anissina et Gwendal Peizerat. Après la compétition, la juge canadienne Jean Senft accuse les Européens de collusion. Elle révèle des conversations téléphoniques du juge ukrainien Yuri Balkov prouvant une complicité entre au moins trois d'entre eux devant le Tribunal arbitral du sport, qui lui donne raison. L'Union internationale de patinage, ayant d'abord accusé Senft, doit rembourser ses frais juridiques. Elle suspend ensuite Balkov et Senft.
La compétition féminine est un duel attendu entre les Américaines Michelle Kwan et Tara Lipinski. Kwan, âgée de 17 ans, est championne du monde en 1996 alors que Lipinski, âgée de 15 ans, l'est en 1997. Elles vivent leurs Jeux très différemment puisque la première arrive après le début des Jeux et dort à l'hôtel alors que la seconde loge au village olympique dès la cérémonie d'ouverture. Kwan remporte le programme court devant sa compatriote. Dans le programme libre, Lipinski réalise une performance plus technique que Kwan comprenant notamment deux combinaisons de triples sauts. Déclarée vainqueur par sept des neuf juges, Tara Lipinski devient la plus jeune championne olympique dans cette épreuve à 15 ans et 255 jours. Elle bat de deux mois le record établi par la Norvégienne Sonja Henie en 1928. Comme en 1994, la Chinoise Chen Lu est médaillée de bronze,.

#### Patinage de vitesse

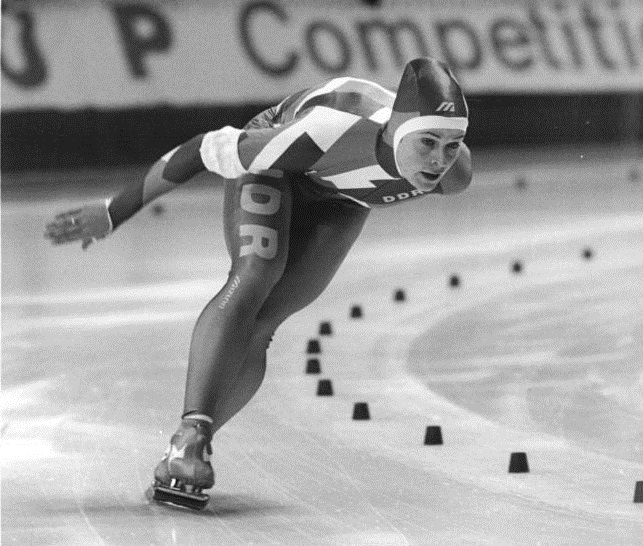
L'Allemande Gunda Niemann, ici en 1989, remporte ses sixième, septième et huitième médailles olympiques à Nagano.

Les dix épreuves de patinage de vitesse sont disputées dans le M-Wave par 171 athlètes de 25 pays. Plusieurs innovations technologiques apparaissent pour la première fois aux Jeux. Les patineuses néerlandaises sont les premières, pendant la saison 1996-1997, à utiliser des patins claps dont la lame n'est fixée à la chaussure qu'à l'avant. Cela prolonge le contact avec la glace et permet des courses plus rapides. Les très bons résultats des Néerlandaises incitent les autres équipes à adopter également les nouveaux patins. Après des tests en soufflerie, les Néerlandais ajoutent des bandes aérodynamiques à leurs combinaisons. Contestée mais approuvée par la fédération internationale, cette innovation est également utilisée par les autres nations. Tous les records du monde sont battus pendant la saison 1997-1998 dont plusieurs pendant les Jeux. Les Pays-Bas sont la meilleure nation des Jeux puisque ses athlètes s'adjugent cinq des dix titres, dont deux de Gianni Romme et deux de Marianne Timmer.
Le détenteur du record du monde du 500 mètres, le Japonais Hiroyasu Shimizu, est attendu par tout le pays. Shimizu est le plus petit patineur des Jeux avec une taille d'1,62 mètre. Le 500 mètres est couru en deux manches pour la première fois aux Jeux et Shimizu, qui déclare que la pression lui apporte de l'énergie supplémentaire, est le plus rapide dans les deux phases de la compétition. Il est seulement le deuxième Japonais à être champion olympique dans une épreuve individuelle aux Jeux d'hiver. Le Japonais devance deux Canadiens, Jeremy Wotherspoon et Kevin Overland, qui mesurent respectivement 1,91 et 1,84 mètre,. Le 1 500 mètres est remporté par le Norvégien Ådne Søndrål. Le Néerlandais Ids Postma, qui visait l'or sur cette distance, est deuxième. Postma s'aligne ensuite dans le 1 000 mètres sans ambition, n'ayant jamais participé à une compétition internationale sur cette distance. Il devient pourtant champion olympique en battant son record personnel d'une seconde. Dans le 5 000 mètres, Bart Veldkamp, athlète néerlandais qui représente la Belgique depuis un conflit avec sa fédération, bat le record du monde en étant le premier à passer sous les 6 min 30 s. Le Néerlandais Rintje Ritsma devance Veldkamp de sept centièmes de secondes avant que Gianni Romme, « énervé » que son record du monde soit deux fois battu, le récupère en améliorant de cinq secondes le temps de Ritsma. Champion du monde en titre du 10 000 mètres, Gianni Romme est le grand favori de cette épreuve. Il pulvérise de 15 secondes le record du monde et remporte une deuxième médaille d'or. Les Néerlandais remportent les trois médailles puisque Bob de Jong et Rintje Ritsma sont deuxième et troisième à plus de 10 secondes. Les quatre premiers ont un temps inférieur au record du monde pré-olympique.
Le 500 mètres féminin est remporté par la Canadienne Catriona Le May Doan, favorite après avoir battu ou égalé quatre fois le record du monde avant les Jeux, devant sa coéquipière Susan Auch. Elles ont toutes les deux le même entraîneur, le frère de Susan Auch. Dans le 1 500 mètres, la Néerlandaise Marianne Timmer qui visait le bronze surprend en devenant championne olympique : améliorant son record personnel de 2,69 s, elle bat également le record du monde. Elle est elle-même stupéfaite en voyant son temps. La favorite, l'Allemande Gunda Niemann, est deuxième. Timmer est à nouveau médaillée d'or trois jours plus tard sur 1 000 mètres, cette fois devant l'Américaine Christine Witty et la Canadienne Catriona LeMay Doan. L'Allemande Franziska Schenk, une des favorites, tombe au deuxième tour. Les patineuses allemandes dominent les longues distances. Sur 3 000 mètres, elles réalisent le triplé : Gunda Niemann remporte la troisième médaille d'or olympique de sa carrière devant Claudia Pechstein et Anni Friesinger. Nieman termine à 16 centièmes du record du monde de Pechstein, battant le record olympique,. Dans le 5 000 mètres, Niemann améliore son propre record du monde datant de 1994. Pechstein, championne olympique en titre, fait encore mieux : avec une avance de seulement 4 centièmes sur Niemann, elle bat le record du monde et obtient à nouveau l'or olympique. Niemann doit se contenter de l'argent. C'est sa troisième médaille à ces Jeux et la huitième médaille olympique de sa carrière. Elle a eu trois fois l'or, quatre fois l'argent et une fois le bronze, exactement comme l'Allemande de l'Est Karin Enke dans les années 1980.

#### Patinage de vitesse sur piste courte
Les compétitions de patinage de vitesse sur piste courte sont disputées au Nagano White Ring par 94 athlètes de 18 pays. C'est la troisième fois que cette discipline fait partie du programme olympique. Deux changements ont lieu par rapport à 1994 : les patineurs n'atteignant pas les demi-finales sont désormais classés au temps et non au nombre de points et c'est la première fois que les temps sont mesurés au millième de secondes. Quatre pays se partagent l'intégralité des 18 médailles mises en jeu : la Corée du Sud, le Canada, le Japon et la Chine.
Le Japonais de 19 ans Takafumi Nishitani, quatorzième mondial, ne fait pas partie des favoris du 500 mètres. Il bat cependant le record olympique en demi-finale avant d'être en tête pendant toute la finale. Il déclare s'être imposé grâce au soutien du public. Le Canadien Marc Gagnon chute à deux tours de la fin alors qu'il occupait la deuxième place. Le Chinois Yulong An est deuxième et le Japonais Hitoshi Uematsu est troisième,. Dans le 1 000 mètres masculin, le détenteur du record du monde, Marc Gagnon, est disqualifié pour obstruction en quarts de finale. Le Chinois Li Jiajun mène pendant presque toute la finale, mais il est dépassé par le Sud-Coréen Kim Dong-sung au virage final. Kim devance Li de cinq centièmes de seconde et le Canadien Éric Bédard obtient le bronze. Les Italiens, champions en titre, sont en tête au début du relais 5 000 mètres avant d'être dépassé par les Canadiens et de chuter. La chute d'un relayeur chinois qui emporte le Sud-Coréen avec lui aux trois quarts de la course permet aux Canadiens de terminer premiers sans être inquiétés. Les Sud-Coréens terminent à sept dixièmes et prennent l'argent tandis que les Chinois gagnent le bronze. Les Japonais remportent la finale B avec un temps inférieur de cinq secondes à celui des champions olympiques.
Dans la finale du 500 mètres féminin, la favorite canadienne Isabelle Charest entre en collision avec la Chinoise Wang Chunlu et elles tombent les deux. Charest est disqualifiée alors que Wang, furieuse, ne termine pas la course. La Canadienne Annie Perreault est championne olympique devant la Chinoise Yang Yang (S). Comme ce sont les deux seules à terminer la course, le bronze revient à la gagnante de la finale B, la Sud-Coréenne Lee-Kyung Chun. Le 1 000 mètres est très disputé. La Coréenne Chun Lee-kyung est en tête dans la dernière ligne droite après avoir dépassé la Chinoise Yang Yang (A). Yang (A) s'agrippe à Chun qui s'impose malgré tout. Yang (A) est disqualifiée pour son geste ; la Chinoise Yang (S) obtient l'argent et la Sud-Coréenne Hye-Kyung Won le bronze. Dans le relais 3 000 mètres, les Chinoises mènent jusqu'à ce que la Sud-Coréenne Yun-Mi Kim dépasse Yang Yang (A) dans le dernier relais. Les deux équipes battent le record du monde mais les Sud-Coréennes sont devant pour douze centièmes de seconde. Les Canadiennes sont troisièmes avec presque cinq secondes de retard. Yang Yang (S) remporte la médaille d'argent à chacune des trois courses.

#### Saut à ski

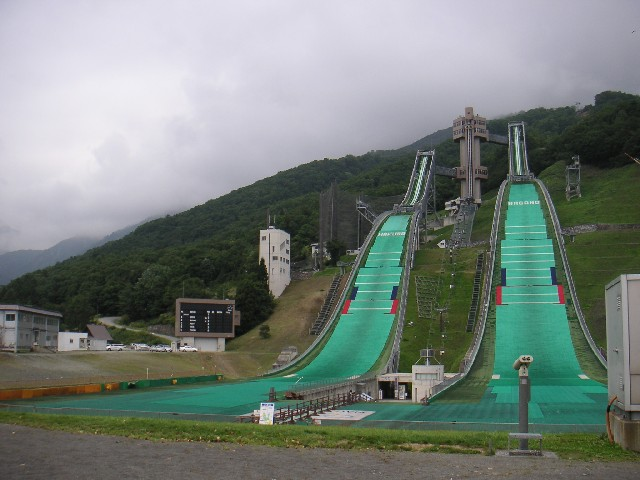
Le stade de saut à ski d'Hakuba.

Les compétitions de saut à ski ont lieu dans au stade de saut à ski de Hakuba et 68 athlètes de 19 pays y participent. Pour la première fois, seuls les trente meilleurs sauteurs sont qualifiés pour la seconde manche.
Les sauts du tremplin normal ont lieu le 11 février devant 45 000 personnes. Les Japonais, favoris après avoir dominé les épreuves de Coupe du monde, sont très attendus des spectateurs. Avec un saut à 91,5 mètres, Masahiko Harada est vainqueur de la première manche devant le Finlandais Jani Soininen. Kazuyoshi Funaki, quatrième de la première manche, prend la tête du classement provisoire en deuxième manche avec un saut à 90,5 mètres. Après une interruption due aux rafales de vent, Soininen s'élance et passe devant Funaki. Harada est le dernier sauteur. Perturbé par un vent de côté, il ne se pose qu'à 84,5 mètres et se classe cinquième. Soininen est donc champion olympique devant Funaki et l'Autrichien Andreas Widhölzl,.
Quatre jours plus tard, 60 000 personnes se massent devant le grand tremplin. Andreas Widhölzl remporte la première manche devant Takanobu Okabe, Jani Soininen et Kazuyoshi Funaki. En deuxième manche, Funaki fait un bon saut à 132,5 mètres et, première aux Jeux olympiques, obtient une note de style parfaite. Il remonte à la première place et devient champion olympique devant son public ; c'est le premier titre olympique japonais en saut à ski depuis les Jeux de 1972 à Sapporo, également au Japon. Harada saute ensuite tellement loin qu'il ne peut être mesuré. Le système d'enregistrement est installé entre 95 et 135 mètres et son saut, mesuré à la main, est estimé à 136 mètres. Malgré une très mauvaise note de style, il obtient la médaille de bronze. Jani Soininen est deuxième. Les deux médailles japonaises sont célébrées dans tout le pays et augmentent l'attente de l'épreuve par équipe,,.
Le 17 février, les Japonais, qui ont manqué le titre olympique de peu en 1994 à cause du saut raté de Masahiko Harada, sont favoris de l'épreuve par équipe. Le départ est retardé de trente minutes à cause de chutes de neige. Les deux premiers sauteurs japonais, Takanobu Okabe et Hiroya Saitō, permettent à leur équipe d'occuper la première place. Masahiko Harada manque complètement son saut. Malgré une bonne performance de Kazuyoshi Funaki, le Japon n'est que quatrième derrière l'Autriche, l'Allemagne et la Norvège. Le mauvais temps continue entre les deux manches et les Autrichiens proposent d'annuler la deuxième manche, ce qui leur donnerait la médaille d'or. Il s'améliore cependant et le concours peut continuer. Okabe réussit un saut à 137 mètres, ce qui constitue le record du tremplin et le record olympique. Saitō reste régulier et Harada réussit cette fois son saut qu'il décrira comme le plus important de sa vie : il s'élance à 137 mètres tout comme Okabe. Le dernier sauteur, Funaki, réalise une bonne performance et son équipe est championne olympique. Les Japonais, avec quatre médailles dont deux d'or, ont répondu aux attentes du public. L'Allemagne termine deuxième et l'Autriche troisième,,

#### Ski acrobatique

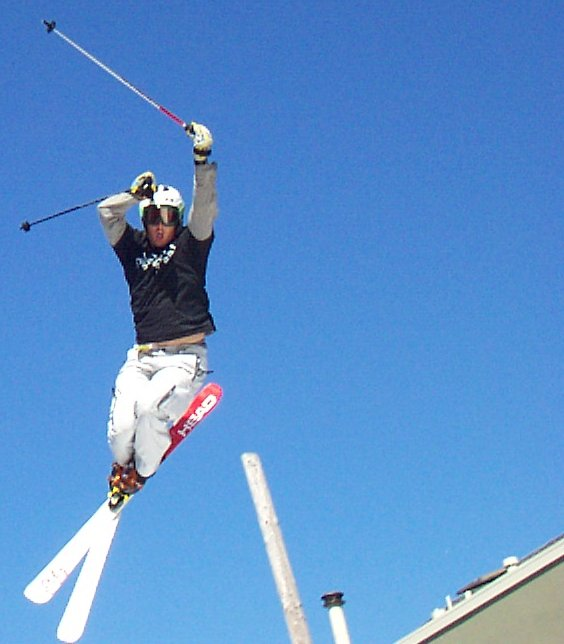
L'Américain Jonny Moseley, ici en 2005, est champion olympique des bosses.

Quatre épreuves de ski acrobatique, les bosses et les sauts pour les hommes et les femmes, sont disputées à Iizuna Kogen par 110 athlètes de 25 pays. C'est la troisième fois que cette discipline fait partie du programme olympique. Les Américains s'adjugent trois des quatre médailles d'or.
Dans l'épreuve masculine des bosses, l'Américain Jonny Moseley qui fait partie des favoris, est le meilleur des qualifications. Les cousins finlandais Janne Lahtela et Sami Mustonen, jamais médaillés en Coupe du monde, surprennent en se classant deuxième et troisième. Moseley remporte facilement la finale, effectuant notamment son habituelle rotation avec skis croisés. Les Finlandais étonnent à nouveau en obtenant le même rang qu'aux qualifications alors que le Canadien Jean-Luc Brassard, champion olympique en 1994, est quatrième. Tous les favoris se qualifient pour la finale des sauts. L'Américain Eric Bergoust, l'un d'entre eux, fait une chute à l'entraînement mais décide quand même de participer à la finale. Il surpasse ses concurrents, réalisant le score de 255,64 points encore jamais atteint en compétition. Le Français Sébastien Foucras et le Biélorusse Dmitri Dashchinsky sont deuxième et troisième alors que le Canadien Nicolas Fontaine, champion du monde 1997, n'est que dixième après une chute au deuxième saut,.
La favorite des bosses, la Française Candice Gilg, essaie un saut difficile en qualifications et tombe. Elle n'atteint pas la finale. Tae Satoya, onzième aux qualifications, surprend en finale et remporte la médaille d'or. Elle devient la première Japonaise championne olympique aux Jeux d'hiver. L'Allemande Tatjana Mittermayer et la Norvégienne Kari Traa complètent le podium. Satoya provoque une polémique en n'enlevant pas sa casquette pendant l'hymne national car elle se trouve mal coiffée,. Deux des favorites sont éliminées dans les qualifications des sauts. La finale est perturbée par des rafales de vent. l'Américaine Nicole Stone est première après un saut et, après un triple saut périlleux qu'elle est la seule à tenter, devient championne olympique. L'ex-gymnaste chinoise Xu Nannan est deuxième après une remontée de la quatrième place et la Suissesse Colette Brand est troisième,.

#### Ski alpin

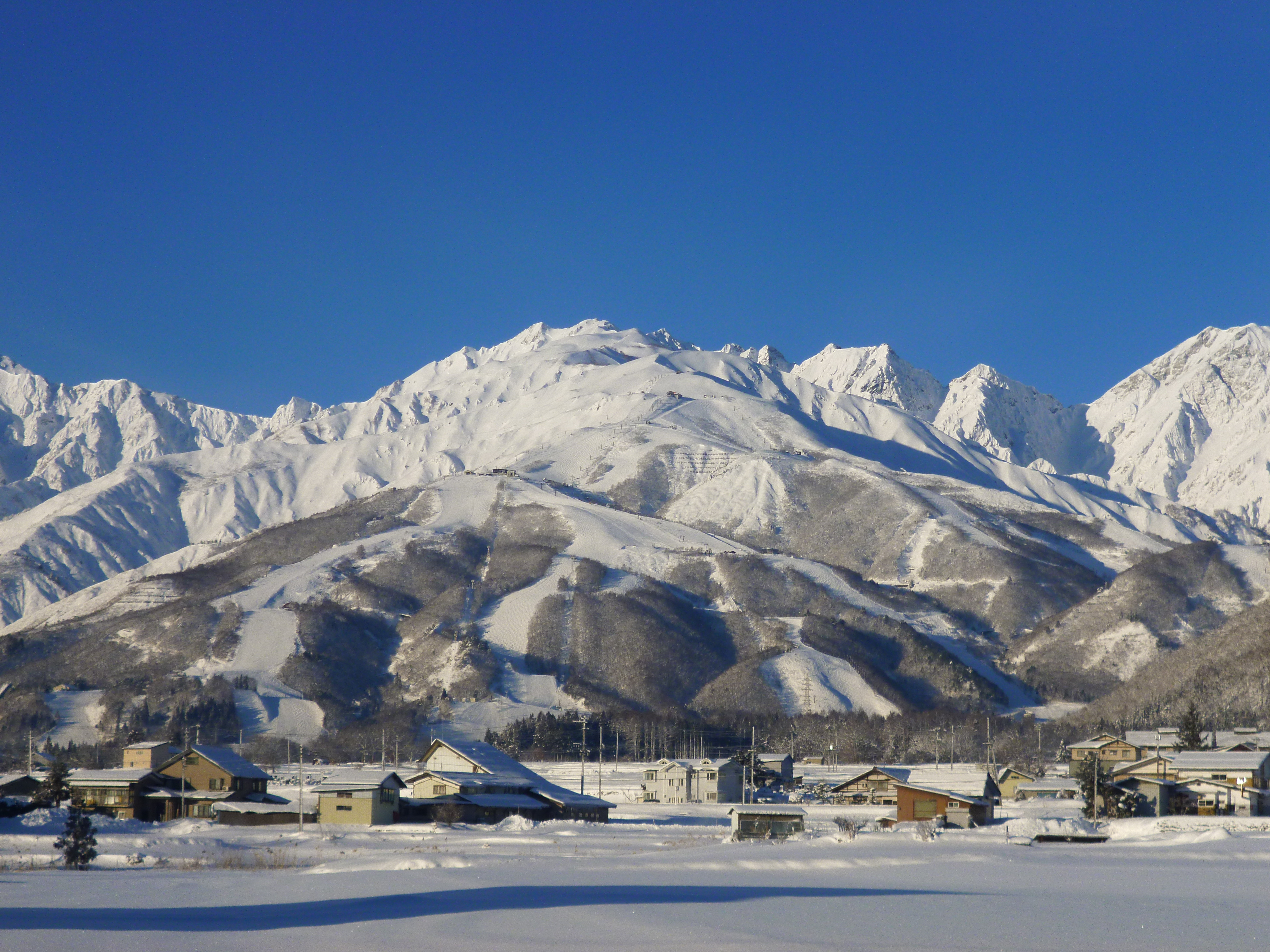
Les épreuves de vitesse ont lieu à Hakuba.

Comme lors des éditions précédentes, dix épreuves de ski alpin sont disputées. Les épreuves de vitesse (descente et Super G) ainsi que le combiné ont lieu à Happo-one, à Hakuba, et les épreuves techniques (slalom et slalom géant) à Shiga Kogen. Plusieurs courses sont retardées à cause des mauvaises conditions météorologiques. Deux athlètes sont doubles champions olympiques : l'Autrichien Hermann Maier et l'Allemande Katja Seizinger. L'Autriche est la meilleure nation avec onze médailles.
Prévue le 8 février, la descente masculine est reportée trois fois à cause du brouillard, de la neige et de la pluie et a finalement lieu le 13 février. Le Français Jean-Luc Crétier réalise le meilleur temps et s'impose devant le Norvégien Lasse Kjus et l'Autrichien Hannes Trinkl sur la plus longue descente de l'histoire olympique. Hermann Maier, un des favoris, chute au septième virage. En tout, quatorze skieurs sont disqualifiés car ils chutent ou manquent la porte à cet endroit. À cause des reports, la descente du combiné est courue le même jour. C'est la première fois qu'elle a lieu après le slalom, où l'Autrichien Mario Reiter a pris une avance de 1,81 s. Kjus est le plus rapide de la descente malgré la fatigue mais Reiter, deuxième, s'impose finalement avec 59 centièmes d'avance. Le Norvégien est seul skieur alpin de l'histoire à remporter deux médailles olympiques en un jour. Trois jours après sa chute dans la descente, Hermann Maier n'était pas sûr de prendre le départ du Super G, sa spécialité. Il se présente au départ malgré son accident et devient champion olympique. L'Autrichien Hans Knauß et le Suisse Didier Cuche ont tous les deux un retard de 61 centièmes. Ils remportent donc chacun une médaille d'argent et le bronze n'est pas attribué. Trois jours plus tard, Maier remporte un deuxième titre olympique dans le slalom géant en étant auteur du meilleur temps dans les deux manches. Son compatriote Stephan Eberharter, surprenant, obtient une médaille d'argent qui marque son retour au plus haut niveau après plusieurs blessures et le Suisse Michael von Grünigen gagne le bronze. Les deux manches du slalom se déroulent dans une tempête de neige le dernier jour des Jeux. Un tremblement de terre d'une magnitude de 5 sur l'échelle de Richter secoue la montagne mais n'affecte pas les skieurs. L'Autrichien Thomas Sykora remporte la première devant les Norvégiens Hans Petter Buraas et Ole Kristian Furuseth. Buraas domine la seconde manche et remonte à la troisième place alors que Furuseth prend la médaille d'argent. Sykora skie moins bien et descend à la troisième place. Les sept premiers rangs du classement final sont occupés par les Norvégiens et les Autrichiens.
Les épreuves féminines commencent par le Super G. Comme la neige est fraîche et la piste presque aussi raide que celle d'une descente, les entraîneurs américains décident d'utiliser les skis de descente, plus longs. L'Américaine Picabo Street devient championne olympique avec respectivement un et sept centièmes d'avance sur les Autrichiennes Michaela Dorfmeister et Alexandra Meissnitzer qui utilisent également leurs skis de descente. L'équipe des favorites allemandes évalue mal les conditions et ne remporte aucune médaille. La descente féminine est retardée de deux jours. L'Allemande Katja Seizinger, championne en titre et favorite, établit le meilleur temps et devient la première athlète à remporter deux descentes olympiques. Elle devance la Suédoise Pernilla Wiberg, pourtant plus connue pour ses qualités techniques, et la Française Florence Masnada. Quelques heures plus tard, Seizinger remporte la descente du combiné mais Wiberg, spécialiste du slalom, est juste derrière. Wiberg manque une porte dans la première manche du slalom et Seizinger, cinquième du slalom, est à nouveau championne olympique. Ses compatriotes allemandes Martina Ertl et Hilde Gerg sont deuxième et troisième ; c'est la quatrième fois dans l'histoire olympique qu'un pays remporte les trois médailles d'une épreuve de ski alpin. Le parcours du slalom est difficile, seules 27 des 57 skieuses au départ terminant les deux manches. L'Italienne Deborah Compagnoni est première devant l'Allemande Hilde Gerg. Cette dernière remporte la seconde manche et devance finalement Compagnoni de six centièmes. L'Australienne Zali Steggall est médaillée de bronze. Le slalom géant, couru sous la pluie, est la dernière épreuve. Compagnoni, première en 1994, remporte les deux manches et conserve son titre. Également championne olympique du Super G en 1992, elle devient la première skieuse alpine à gagner une médaille d'or lors de trois Jeux olympiques différents. L'Autrichienne Alexandra Meissnitzer est deuxième et Katja Seizinger, troisième, remporte la troisième médaille olympique de sa carrière.

#### Ski de fond

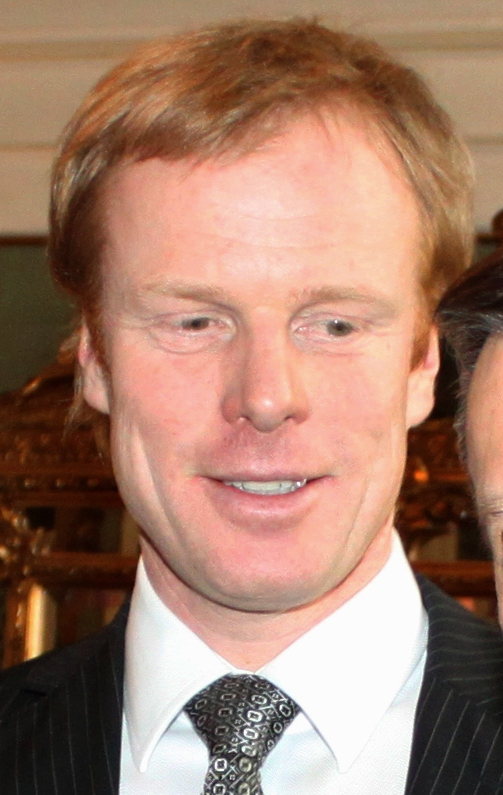
Le Norvégien Bjørn Dæhlie remporte quatre médailles dont trois d'or. Il porte son total de médailles olympiques à douze dont huit d'or, un record pour les Jeux d'hiver.

Les dix épreuves de ski de fond sont disputées à Nozawa Onsen par 228 athlètes de 37 pays. Deux athlètes dominent la discipline : le Norvégien Bjørn Dæhlie remporte quatre médailles dont trois d'or pour atteindre le nombre de douze alors que la Russe Larisa Lazutina, championne olympique en relais aux deux dernières éditions des Jeux d'hiver, obtient une médaille dans chacune des cinq épreuves féminines : trois fois l'or, une fois l'argent et une fois le bronze.
Dans le 30 kilomètres classique masculin couru sous la neige, le Finlandais Mika Myllylä triple médaillé olympique en 1994 est facilement vainqueur : il remporte la course avec environ 1 min 30 s d'avance sur le Norvégien Erling Jevne, ce qui représente le plus grand écart dans l'histoire de l'épreuve. Le favori Bjørn Dæhlie, sixième après 1,8 kilomètre, descend lentement jusqu'à la vingtième place. C'est sa seule course olympique où il n'est pas dans les quatre premiers. Les entraîneurs attribuent ce résultat à des problèmes de fartage. Le 10 kilomètres classique est couru dans de très mauvaises conditions mais Dæhlie réussit cette fois sa course. Il devient médaillé d'or en battant le record olympique, devant l'Autrichien Markus Gandler et Mika Myllylä. Le Kényan Philippe Boit, qui a découvert le ski de fond en 1996, arrive dernier avec plus de trois quarts d'heure de retard sur Dæhlie. Dans le 15 kilomètres poursuite, les concurrents partent dans l'ordre d'arrivée du 10 kilomètres, sous la pluie. Dæhlie est rattrapé après huit kilomètres par Thomas Alsgaard, cinquième du 10 kilomètres. Les deux Norvégiens, qui habitent la même rue à Nannestad, poursuivent la course ensemble et Alsgaard la gagne au sprint avec une seconde d'avance sur son compatriote. Au début du relais 4 × 10 kilomètres, l'Allemagne mène alors que la Norvège n'est dixième, un relayeur ayant percuté un mur. Les Norvégiens remontent et Bjørn Dæhlie, troisième relayeur, rattrape un retard de secondes sur l'Italien Fabio Maj. En 1994, les Italiens ont gagné avec 0,4 seconde d'avance sur les Norvégiens. En 1998, c'est la Norvège qui s'impose avec une marge de seulement 0,2 seconde sur l'Italie. Les Finlandais sont troisièmes. La dernière épreuve est le 50 kilomètres libre. Dæhlie s'impose avec une avance de 8 secondes sur le Suédois Niklas Jonsson et 51 sur l'Autrichien Christian Hoffmann. Épuisé à l'arrivée d'une course qu'il décrira comme la plus dure de sa vie, il remporte sa douzième médaille olympique et la huitième d'or : deux records pour les Jeux d'hiver.
Les compétitions féminines commencent par le 15 kilomètres classique. Larisa Lazutina mène pendant une grande partie de la course mais sa compatriote Olga Danilova, surprenante après un départ plus lent, la bat finalement de 5,6 secondes. Le 5 kilomètres classique est couru pour la dernière fois ; il sera remplacé par le 10 kilomètres en 2002. Dans une tempête de neige, Lazutina remporte cette fois la médaille d'or alors que la Tchèque Kateřina Neumannová, deuxième à deuxième à 4,8 secondes, obtient sa première médaille en trois participations olympiques. Grâce à sa première place sur 5 kilomètres, Lazutina s'élance en premier dans le 10 kilomètres poursuite. Elle n'est pas inquiétée, lâchant Neumannová à environ un kilomètre de l'arrivée, et obtient un deuxième titre olympique. Cette dernière termine troisième, dépassée entre-temps par Danilova,. Le podium du relais 4 × 5 kilomètres est identique pour la troisième fois consécutive : les Russes s'imposent devant les Norvégiennes et les Italiennes. La Norvège mène avec une seconde d'avance sur la Russie à la mi-course, mais la troisième relayeuse russe Elena Välbe prend ensuite 23,8 secondes d'avance. Lazutina a ensuite le temps de prendre le drapeau national tendu par son mari pour passer l'arrivée. Stefania Belmondo, dernière relayeuse italienne, réalise le meilleur temps individuel et remonte de la neuvième à la troisième place,. Le 30 kilomètres libre est remporté par la Russe de 21 ans Julija Tchepalova, qui a dû participer à une sélection interne pour pouvoir y participer. Stefania Belmondo, deuxième, remporte la septième médaille olympique de sa carrière alors que Lazutina obtient le bronze, sa cinquième médaille à ces Jeux.

#### Snowboard

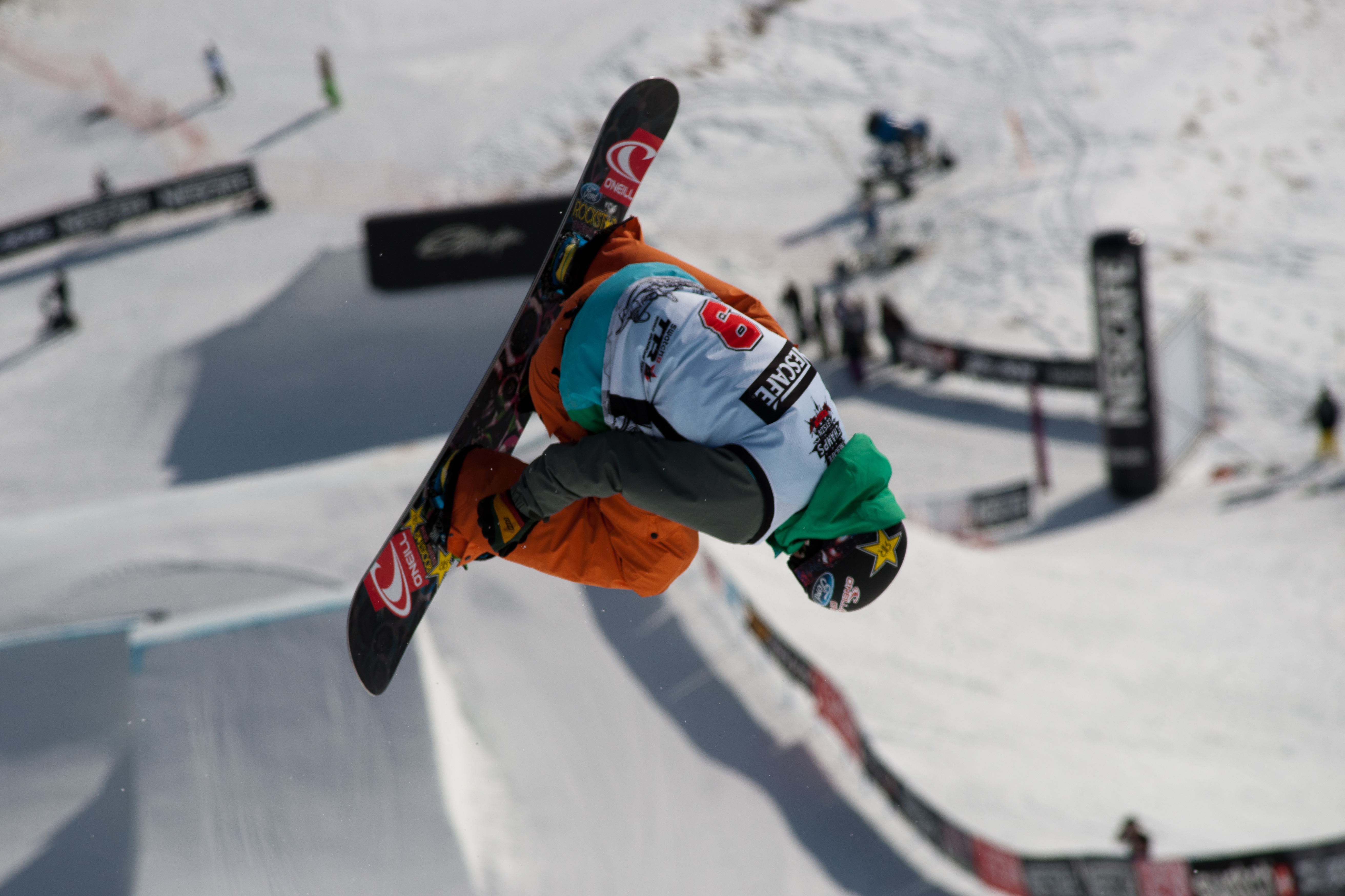
Le Suisse Gian Simmen, ici en 2011, est champion olympique de half-pipe.

En août 1994, le président du CIO demande au comité d'organisation des Jeux de Nagano d'étudier l'introduction du snowboard au programme olympique. Il relève que ce sport est devenu très populaire tant en Europe et en Amérique du Nord qu'au Japon et qu'il permettrait d'intéresser les jeunes aux épreuves olympiques et d'augmenter le nombre de téléspectateurs. Cet ajout ne se fait pas sans controverse. La Fédération internationale de ski (FIS) est d'abord opposée à l'ajout du snowboard au programme olympique, mais s'accorde avec le CIO pour l'introduire en tant que discipline du ski, sous sa direction. Les snowboarders, qui ont créé en 1990 l'International Snowboard Federation (ISF), préféreraient être gouvernés par leur fédération. Le CIO ne la reconnaît pas comme fédération sportive internationale et, pour protester contre cette décision, le meilleur halfpiper du monde, Terje Haakonsen, refuse de participer aux Jeux. Le snowboard est officiellement intégré aux Jeux en 1995 avec quatre épreuves (half-pipe et slalom géant masculins et féminins). Pour limiter les coûts, les compétitions sont disputées à Yamanouchi qui accueille déjà les épreuves de ski alpin,.
Le Canadien Jasey Jay Anderson remporte la première manche du slalom géant masculin avec une demi-seconde d'avance sur son compatriote Ross Rebagliati. La seconde manche est perturbée par la neige et le brouillard et l'épreuve est interrompue temporairement. Ross Rebagliati réussit une manche sans erreur majeure et remonte à la première place, avec deux centièmes d'avance sur l'Italien Thomas Prugger et douze sur le Suisse Ueli Kestenholz. Trois jours plus tard, le CIO annonce que Rebagliati devra rendre sa médaille à cause d'un contrôle positif à la marijuana. C'est la première fois qu'un athlète est disqualifié des Jeux olympiques pour la prise d'une substance non liée aux performances. Rebagliati nie avoir consommé de la drogue, le comité olympique canadien fait appel et le cas est porté devant le tribunal arbitral du sport. La marijuana étant classifiée par le CIO comme « limitée » et non comme « interdite » et à cause d'un règlement peu clair sur ce point, la médaille est rendue à Rebagliati. L'Autrichien Martin Freinademetz, septième, fait également parler de lui quand, en état d'ébriété, il fait pour 4 000 dollars américains de dégâts à une fête dans un hôtel,. Dans le half-pipe, la médaille d'or est attribuée au Suisse Gian Simmen qui, sous une forte pluie, obtient un très bon résultat qui l'étonne lui-même. Le Norvégien Daniel Franck remonte de la septième à la deuxième place grâce à sa seconde manche, la meilleure performance de la compétition. L'Américain Ross Powers est troisième.
Le slalom géant féminin est reporté d'un jour à cause d'une tempête de neige. La grande favorite, la Française Karine Ruby, remporte la première manche avec presque deux secondes d'avance sur sa compatriote Isabelle Blanc. Ruby assure sa deuxième manche et devient championne olympique alors que Blanc, toute proche de la médaille d'argent, manque la dernière porte et tombe. L'Allemande Heidi Renoth est deuxième à presque deux secondes de Ruby et l'Autrichienne Brigitte Köck est troisième. En half-pipe, la Norvégienne Stine Brun Kjeldaas remporte les qualifications. En finale, l'Américaine Shannon Dunn gagne la première manche mais, après une septième place en deuxième manche, doit se contenter de la médaille de bronze. La médaille d'or est remportée par l'ex-gymnaste allemande Nicola Thost, deux fois deuxième en finale. Stine Brun Kjeldaas, quatrième et première en finale, obtient la médaille d'argent.

### Cérémonies de remise des médailles

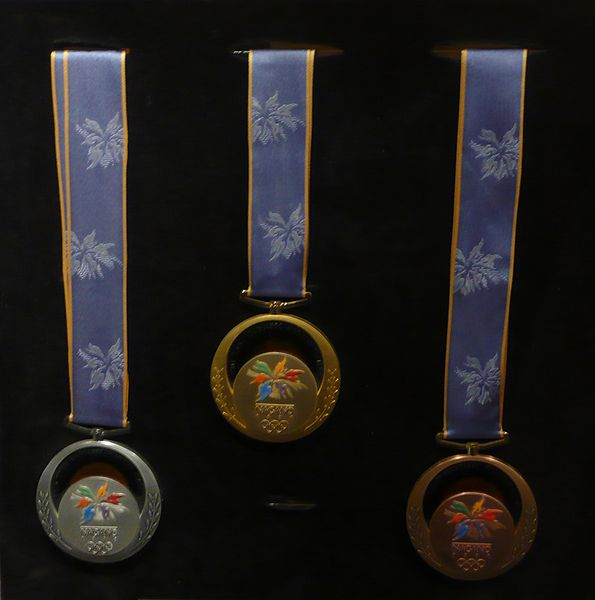
Trois médailles des Jeux de Nagano.

Les cérémonies de remise des médailles pour les compétitions en intérieur (patinage, hockey sur glace et curling) ont lieu sur le site de l'épreuve juste après la finale, à l'exception des médaillés de bronze en hockey sur glace qui reçoivent la leur après le match pour la troisième place. Pour les compétitions en extérieur (ski, bobsleigh, luge et biathlon), une simple cérémonie de remise de bouquets est organisée après l'épreuve alors que les médailles sont remises dans la soirée sur la place centrale de Nagano. Une fanfare joue un morceau de musique au début de chaque cérémonie. Les athlètes arrivent et les médailles sont remises avec un bouquet de fleurs en commençant par l'or, suivi de l'argent et du bronze. Finalement, les drapeaux des pays des trois athlètes sont levés pendant que l'hymne national du vainqueur est joué. La place centrale, située sur l'avenue centrale qui relie la gare de Nagano au temple Zenkō-ji, est terminée en octobre 1996. Un total de 167 200 personnes assiste aux cérémonies de remises des médailles qui ont lieu sur cette place, chaque soir à 19 heures. Des prestations de musique et de danse sont présentées aux spectateurs avant et après les cérémonies.
Les trois meilleurs athlètes de chaque épreuve reçoivent une médaille en vermeil de 256 grammes, une médaille en argent de 250 grammes ou une médaille en bronze de 230 grammes, toutes d'un diamètre de 8 centimètres et d'une épaisseur de 0,97 centimètre. Les médailles sont également composées de laque,. Elles sont dessinées par Takeshi Ito et frappées par le Kiso Kurashi Craft Center tandis que les parties laquées sont faites par des artisans de la région de Kiso. Les médailles présentent sur le devant l'emblème des Jeux entouré de branches d'olivier et le soleil levant en laque accompagné des mots « The XVIII Olympic Winter Games ». Sur l'autre côté figurent l'emblème des Jeux, le soleil levant, les montagnes de la région de Nagano et l'emblème de la discipline dans la laque et les mots « The XVIII Olympic Winter Games, Nagano 1998 ».
En plus des médailles remises aux trois premiers athlètes de chaque épreuve, plus de 19 000 médailles commémoratives sont distribuées à tous les athlètes, aux officiels, aux membres du CIO, au personnel des médias et à d'autres personnes. Elles sont faites d'un alliage de cuivre et de zinc. Des diplômes rédigés en français, anglais et japonais sont remis aux huit premiers athlètes de chaque épreuve. En outre, tous les participants aux Jeux reçoivent un diplôme commémoratif.

### Cérémonie de clôture
La cérémonie de clôture se déroule comme la cérémonie d'ouverture au stade olympique, devant 60 000 personnes dont l'Empereur et son épouse. Après l'entrée des drapeaux nationaux et des athlètes, des centaines de tambours résonnent dans le stade et la danse traditionnelle du cheval et du lion est présentée. Une diligence escortée de cow-boys évoquant l'Ouest américain, site des prochains Jeux d'hiver, fait ensuite son entrée. Puis le drapeau olympique est abaissé, la flamme est éteinte et le président du CIO déclare les Jeux officiellement clos, affirmant que ce sont les meilleurs Jeux d'hiver de l'histoire. Tasuku Tsukada, maire de Nagano, transmet le drapeau à Deedee Corradini, maire de la ville américaine de Salt Lake City qui accueillera les Jeux olympiques d'hiver de 2002. Ensuite, la chanteuse japonaise Anri accompagnée d'un chœur d'enfants entonne la chanson Furusato dans l'obscurité. La cérémonie est conclue par les mots « Sayonara, Arigato » (« Au revoir, merci ») prononcés par le commentateur et un grand feu d'artifice,.

### Tableau des médailles
Vingt-quatre des 72 nations participant à ces Jeux remportent au moins une médaille, comme détaillé dans le tableau ci-dessous. Quinze pays gagnent au moins une médaille d'or et dix-huit nations obtiennent plus d'une médaille. Au total, 205 médailles sont distribuées. L'Allemagne arrive en tête de ce tableau avec 29 médailles : 12 d'or, 9 d'argent et 8 de bronze. Troisième en 1994, ce pays remporte la plupart de ses médailles en ski alpin, en patinage de vitesse et en luge (discipline dans laquelle il s'adjuge les trois médailles d'or). Les femmes remportent 22 des 29 médailles allemandes. Les Norvégiens sont deuxièmes, comme en 1994, avec 25 médailles dont neuf remportées en ski de fond et cinq en biathlon. La meilleure nation des Jeux de 1994, la Russie, est cette fois troisième avec 18 médailles dont les 5 titres mis en jeu dans le ski de fond féminin. Le Canada passe de la septième place en 1994 à la quatrième place en 1998 alors que les États-Unis restent au cinquième rang. Les Pays-Bas remontent de la 18e à la 6e place grâce à onze médailles, toutes remportées en patinage de vitesse,. Le Japon bat son record du nombre de médailles aux Jeux d'hiver en en remportant dix. Il se classe septième. Le Danemark remporte une médaille pour la première fois de son histoire aux Jeux d'hiver tandis que la Bulgarie et la République tchèque obtiennent leur premier titre olympique en hiver,.
| Rang  | Nation             | Médaille d'or, Jeux olympiques | Médaille d'argent, Jeux olympiques | Médaille de bronze, Jeux olympiques | Total |
| ----- | ------------------ | ------------------------------ | ---------------------------------- | ----------------------------------- | ----- |
| 1     | Allemagne          | 12                             | 9                                  | 8                                   | 29    |
| 2     | Norvège            | 10                             | 10                                 | 5                                   | 25    |
| 3     | Russie             | 9                              | 6                                  | 3                                   | 18    |
| 4     | Canada             | 6                              | 5                                  | 4                                   | 15    |
| 5     | États-Unis         | 6                              | 3                                  | 4                                   | 13    |
| 6     | Pays-Bas           | 5                              | 4                                  | 2                                   | 11    |
| 7     | Japon              | 5                              | 1                                  | 4                                   | 10    |
| 8     | Autriche           | 3                              | 5                                  | 9                                   | 17    |
| 9     | Corée du Sud       | 3                              | 1                                  | 2                                   | 6     |
| 10    | Italie             | 2                              | 6                                  | 2                                   | 10    |
| 11    | Finlande           | 2                              | 4                                  | 6                                   | 12    |
| 12    | Suisse             | 2                              | 2                                  | 3                                   | 7     |
| 13    | France             | 2                              | 1                                  | 5                                   | 8     |
| 14    | République tchèque | 1                              | 1                                  | 1                                   | 3     |
| 15    | Bulgarie           | 1                              | 0                                  | 0                                   | 1     |
| 16    | Chine              | 0                              | 6                                  | 2                                   | 8     |
| 17    | Suède              | 0                              | 2                                  | 1                                   | 3     |
| 18    | Danemark           | 0                              | 1                                  | 0                                   | 1     |
| 18    | Ukraine            | 0                              | 1                                  | 0                                   | 1     |
| 20    | Biélorussie        | 0                              | 0                                  | 2                                   | 2     |
| 20    | Kazakhstan         | 0                              | 0                                  | 2                                   | 2     |
| 22    | Australie          | 0                              | 0                                  | 1                                   | 1     |
| 22    | Belgique           | 0                              | 0                                  | 1                                   | 1     |
| 22    | Grande-Bretagne    | 0                              | 0                                  | 1                                   | 1     |
| Total | Total              | 69                             | 68                                 | 68                                  | 205   |

### Sportifs les plus médaillés
La sportive la plus médaillée de ces Jeux est la fondeuse russe Larisa Lazutina, qui remporte cinq médailles : trois d'or, une d'argent et une de bronze. Le fondeur norvégien Bjørn Dæhlie, deuxième, remporte quant à lui trois médailles d'or et une d'argent. Parmi les 11 athlètes les plus médaillés, la Norvège est la nation la mieux représentée avec trois sportifs tandis que la Russie et les Pays-Bas en ont deux. Le tableau compte six femmes et cinq hommes. Enfin, le ski de fond est la discipline la plus présente avec quatre, alors qu'il y a deux patineurs de vitesse et deux skieurs alpins,.
| Rang | Athlète                | Sport                                | Médaille d'or, Jeux olympiques | Médaille d'argent, Jeux olympiques | Médaille de bronze, Jeux olympiques | Total |
| ---- | ---------------------- | ------------------------------------ | ------------------------------ | ---------------------------------- | ----------------------------------- | ----- |
| 1    | Larisa Lazutina (RUS)  | Ski de fond                          | 3                              | 1                                  | 1                                   | 5     |
| 2    | Bjørn Dæhlie (NOR)     | Ski de fond                          | 3                              | 1                                  | 0                                   | 4     |
| 3    | Olga Danilova (RUS)    | Ski de fond                          | 2                              | 1                                  | 0                                   | 3     |
| 3    | Kazuyoshi Funaki (JAP) | Saut à ski                           | 2                              | 1                                  | 0                                   | 3     |
| 5    | Chun Lee-kyung (KOR)   | Patinage de vitesse sur piste courte | 2                              | 0                                  | 1                                   | 3     |
| 5    | Katja Seizinger (GER)  | Ski alpin                            | 2                              | 0                                  | 1                                   | 3     |
| 7    | Thomas Alsgaard (NOR)  | Ski de fond                          | 2                              | 0                                  | 0                                   | 2     |
| 7    | Bjarte Engen Vik (NOR) | Combiné nordique                     | 2                              | 0                                  | 0                                   | 2     |
| 7    | Gianni Romme (NED)     | Patinage de vitesse                  | 2                              | 0                                  | 0                                   | 2     |
| 7    | Marianne Timmer (NED)  | Patinage de vitesse                  | 2                              | 0                                  | 0                                   | 2     |
| 7    | Hermann Maier (AUT)    | Ski alpin                            | 2                              | 0                                  | 0                                   | 2,    |

## Sites
| \| Stade olympique de Nagano Aqua Wing Arena Big Hat M-Wave Nagano White Ring Village olympique \| Situation des sites de · la ville de Nagano. |
| Stade olympique de Nagano Aqua Wing Arena Big Hat M-Wave Nagano White Ring Village olympique                                                    |

### Sites sportifs
Quatorze sites dont huit construits pour l'occasion sont utilisés pour les Jeux olympiques. Ils se situent tous dans la Préfecture de Nagano et leur construction dure de 1990 à 1997,. Entre mars 1996 et novembre 1997, les sites olympiques accueillent seize championnats du monde, épreuves de Coupe du monde et autres compétitions internationales qui permettent aux organisateurs de se préparer à la gestion des Jeux.

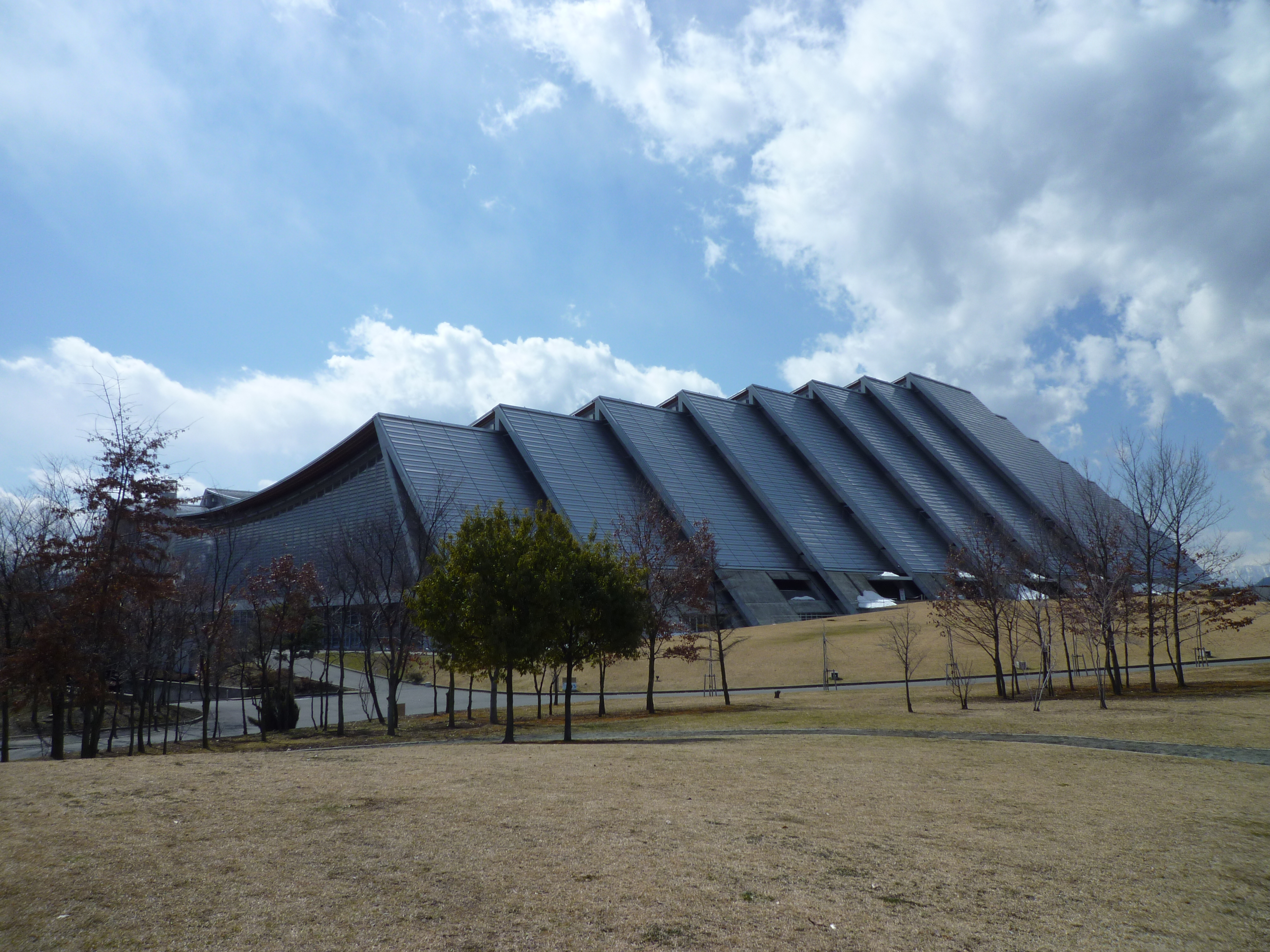
Le M-Wave est le site des épreuves de patinage de vitesse.

Cinq sites, tous construits pour les Jeux, se trouvent dans la ville de Nagano. Le stade olympique est construit dans le Minami Nagano Sports Park, au sud de la ville. Il accueille les cérémonies d'ouverture et de clôture des Jeux. Des structures temporaires permettent de porter la capacité du stade à 50 000 personnes. Le stade ressemble à une fleur de sakura, cerisier symbolique du Japon. Il est conçu pour des matches de baseball. Le Big Hat (« grand chapeau »), appelé ainsi pour sa forme, est le site principal des matches de hockey sur glace. Il a une capacité de 10 104 spectateurs. La plupart des matches féminins sont joués dans l'Aqua Wing Arena, ressemblant à une aile, qui peut accueillir environ 6 000 personnes. Après les Jeux, il est transformé en piscine intérieure. Le M-Wave, utilisé pour les courses de patinage de vitesse, est la première patinoire intérieure comprenant un anneau de 400 mètres au Japon. Pouvant abriter environ 10 000 personnes, il a une structure en bois et ressemble à la lettre M et à des vagues sur l'océan. Les compétitions de patinage artistique et de patinage de vitesse sur piste courte se déroulent quant à elles au Nagano White Ring devant un maximum de 7 351 spectateurs. Sa forme extérieure rappelle une goutte d'eau. Ce site est utilisé comme salle de gymnastique publique après les Jeux.
Hakuba, village situé à une cinquantaine de kilomètres à l'ouest de Nagano, accueille trois sites olympiques. Les descentes, super G et combinés du ski alpin sont disputés dans la station Happo-one. Trois pistes allant de 840 à 1 765 mètres d'altitude sont utilisées : une pour les hommes, une pour les femmes et une pour les slaloms des combinés des deux sexes. Le site a une capacité de 20 000 spectateurs. Le Stade de saut à ski de Hakuba est construit au sud de la station. Premier site du Japon comprenant des tremplins parallèles de points K 90 et 120, il peut accueillir 45 000 personnes. Le site du ski de fond, Snow Harp, est aménagé au sud de Hakuba. Il comprend trois pistes de compétition de 4,8, 4,8 et 7,8 kilomètres larges de 6 mètres. En comptant le stade temporaire qui en comprend 1,2 kilomètre, il y a au total 19 kilomètres de pistes. Ces dernières ont été réduites pour protéger l'habitat d'une espèce protégée d'autours. Jusqu'à 20 000 personnes peuvent assister aux compétitions. Avec dix courses de ski de fond et deux de combiné nordique, c'est le site qui accueille le plus d'épreuves.
Les épreuves de biathlon sont tenues au Nozawa Onsen Snow Resort, à environ 50 kilomètres au nord de Nagano. Elles étaient également prévues à Hakuba, mais elles ont été déplacées en raison de la présence d'autours à l'emplacement du stade. À Nozawa Onsen, le stade est construit sur des pistes de ski déjà existantes. Deux pistes d'une longueur de 4 kilomètres et d'une largeur de 7 mètres sont utilisées pour les Jeux. La capacité du site est de 20 000 spectateurs,.
Deux sites se situent à Yamanouchi, ville située à environ 30 kilomètres au nord-est de Nagano. Les slaloms géants de ski alpin sont disputés sur une piste de la station de Shiga Kogen allant de 1 530 à 1 969 mètres d'altitude et pouvant accueillir environ 20 000 personnes. Les slaloms en ski alpin et les slaloms géants en snowboard sont concourus sur autre piste de la même station ayant la même capacité et allant de 1 670 à 1 960 mètres. Les épreuves de half-pipe en snowboard sont tenues au Kanbayashi Snowboard Park. Dix mille personnes peuvent assister aux épreuves disputées sur une piste de 120 mètres de long et 15 de large, entre des murs de neige hauts de 3,5 mètres.
La ville d'Iizuna accueille également deux sites. Les pistes de ski existantes d'Iizuna Kogen sont temporairement aménagées pour les compétitions de ski acrobatique. Huit mille personnes peuvent voir les épreuves des bosses disputées sur une piste de 250 mètres et douze mille peuvent assister aux sauts. La Spiral, première piste artificiellement réfrigérée en Asie, accueille les courses de bobsleigh et de luge. Elle a une longueur de 1 700 mètres, une dénivellation de 114 mètres et 15 courbes. La piste est tracée avec deux montées, qui permettent de minimiser l'impact écologique de la construction, et n'utilisent pas de fréon. Le site a une capacité de 10 000 spectateurs,,.
Enfin, la ville de Karuizawa située à environ 80 kilomètres au sud-est de Nagano accueille les tournois de curling dans la Kazakoshi Park Arena. Cette salle construite pour divers sports intérieurs comprend une surface de glace de 60 mètres sur 30. Avec l'ajout de 229 sièges temporaires, sa capacité atteint 1 924 spectateurs pendant les Jeux. Karuizawa ayant été le site des compétitions d'équitation aux Jeux olympiques d'été de 1964, elle devient la première ville à accueillir des épreuves des Jeux d'été et d'hiver.

### Sites d'hébergement

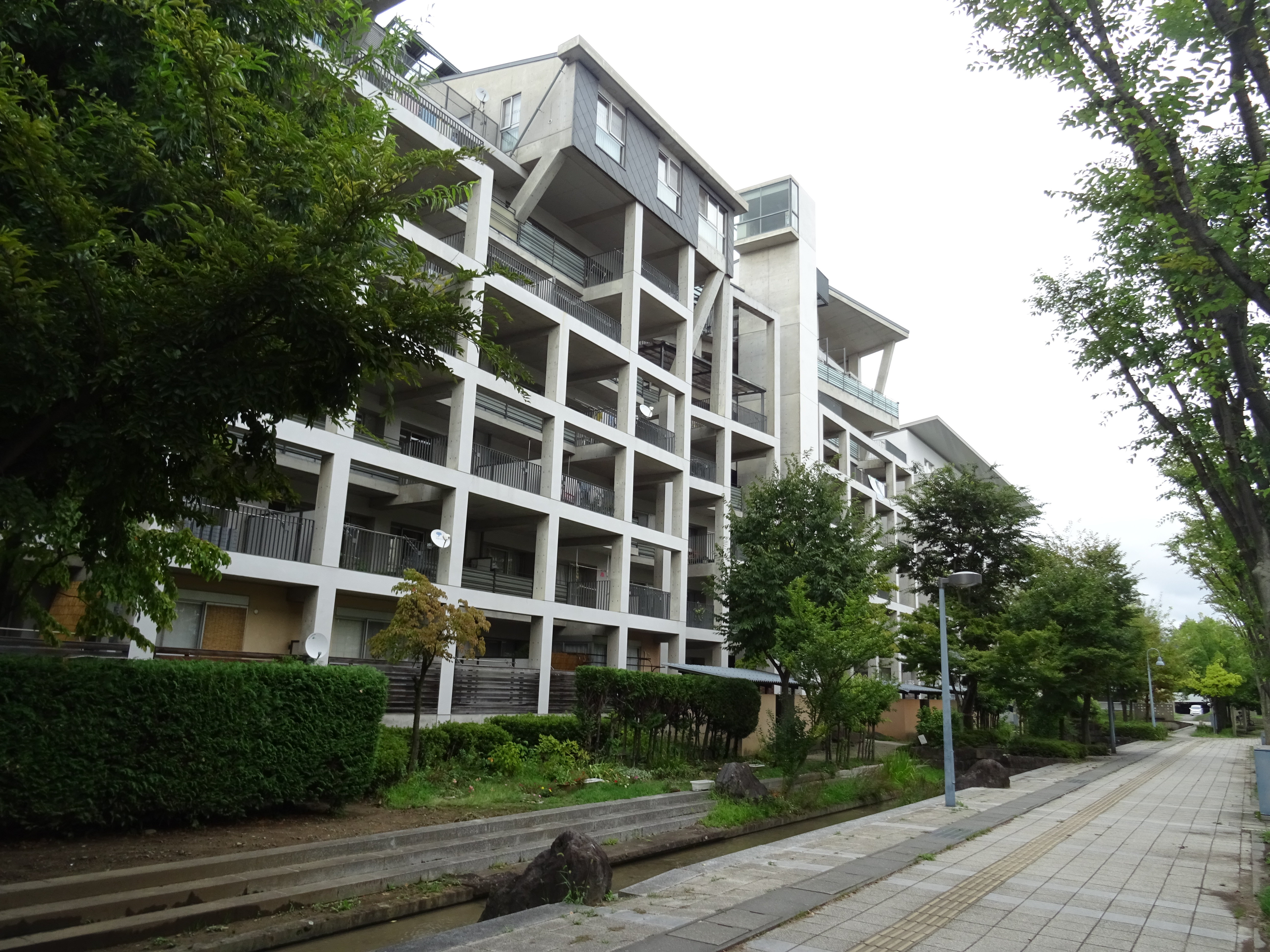
Bâtiments du village olympique photographiés en 2018.

Pour loger les athlètes et officiels pendant les Jeux, un village olympique est construit dans le quartier d'Imai à environ sept kilomètres du centre-ville de Nagano. Le village est construit par la ville de Nagano en tant que complexe résidentiel public et loué au comité d'organisation pour les Jeux. Occupant une surface de 19 hectares, il est composé de 23 bâtiments comprenant un total de 1 032 appartements ainsi que des installations temporaires pour la restauration, les achats et les divertissements. Il est ouvert du 24 janvier au 25 février et 3 200 personnes y logent. Pour la première fois dans l'histoire olympique, l'hébergement est offert et la majorité des athlètes arrive plus tôt que lors des Jeux précédents. Comme la salle de curling, la Kazakoshi Park Arena, est située à 90 kilomètres de Nagano, un village satellite est aménagé dans le Karuizawa Skate Centre Hotel situé à 7 kilomètres du site. Il est ouvert du 4 au 16 février. De plus, une partie du Shiga Kogen Prince Hotel, situé à 58 kilomètres du village olympique mais à proximité des deux sites du snowboard, est réservée aux 180 athlètes et officiels de cette discipline.
Le comité d'organisation s'occupe d'héberger les membres de la famille olympique et le personnel des Jeux dans environ 900 hôtels de Nagano et sa région, ce qui représente un total de 234 207 nuitées entre le 24 janvier et le 25 février. Les membres du CIO sont logés à l'hôtel Kokusai 21. La famille olympique, qui comprend le CIO, les fédérations internationales, les comités nationaux, les membres des médias, les sponsors, les observateurs et les invités pour un total d'environ 18 350 personnes, en utilise 142 644. Le personnel, quant à lui, en a passé 91 563,. En plus de cela, environ la moitié des 8 329 membres des médias sont logés dans les deux villages des médias situés à Yanagimachi et Asahi, les autres dormant dans des hôtels,.

## Médias
Les Jeux de Nagano sont couverts par plus de 10 000 représentants des médias dont 8 329 accrédités : 2 586 journalistes de la presse écrite et 5 743 personnes de la télévision et de la radio,.
Le comité d'organisation met à disposition des journalistes un centre principal de presse et 17 centres annexes répartis sur les différents sites des Jeux. Le centre principal de presse est un complexe de deux bâtiments construit en ville de Nagano. D'une surface totale de 42 728 m2, il comprend une salle de travail commune de 1 430 m2 utilisée par 600 journalistes et ainsi que 5 100 m2 loués par des agences de presse. Kyodo News, Associated Press et l'Agence France-Presse occupent le plus d'espace. Il compte également une salle de 600 places pour les conférences de presse et un centre d'imagerie de 1 714 m2.
L'organisation olympique de radio et de télévision (ORTO 98), créée par la NHK (groupe audiovisuel national), la National Association of Broadcasters (syndicat professionnel américain) et le comité d'organisation en 1993, est le diffuseur hôte des Jeux. Plus de 1 600 personnes venant d'organisations de diffusion japonaises et internationales utilisent 386 caméras pour produire plus de 10 000 heures de reportages, ce qui représente une augmentation de 55 % par rapport aux Jeux d'hiver précédents. Le nombre de téléspectateurs cumulés est de 10,7 milliards ; il s'agit d'une faible baisse par rapport à 1994 car il y a un grand décalage horaire avec l'Europe et l'Amérique du Nord. Le nombre de téléspectateurs japonais est en revanche multiplié par 2,5 pour atteindre 1,8 milliard. Les Jeux sont diffusés dans 160 pays, soit 40 de plus qu'en 1994,,. Le centre international de radio et de télévision est construit à proximité du centre de presse et du Big Hat. Plus de 4 000 personnes des diffuseurs, de l'ORTO 98 ou du comité d'organisation y travaillent pendant les Jeux. Le centre a une surface totale de 52 742 m2 et une surface au sol de 31 064 m2 dont 17 085 m2 attribués aux diffuseurs et 4 000 m2 à l'ORTO 98 et au NAOC. Le signal international et les signaux des différentes chaînes produits sur les sites des compétitions sont transmis au centre de diffusion par fibre optique. À l'aide d'un codec, l'ORTO 98 les convertit en informations digitales. Les diffuseurs envoient ensuite leurs programmes dans leur pays en utilisant le réseau téléphonique.
Les droits de télédiffusion totaux sont de 513 millions de dollars américains, ce qui représente un record pour les Jeux d'hiver (la diffusion des Jeux d'hiver de 1994 a rapporté 239 millions). Ce montant est partagé entre le comité d'organisation, qui en reçoit 60 % (308 millions), et le CIO qui en obtient 40 % (205 millions). Les droits de diffusion sont achetés par 16 entreprises. La chaîne CBS paie 375 millions, ce qui représente environ les trois quarts du montant total, pour les droits de diffusion aux États-Unis. La CBS envoie environ 1 500 personnes au Japon. Les audiences américaines sont cependant inférieures de 30 % aux prévisions de la chaîne ; cela est dû aux performances médiocres des athlètes américains, surtout en hockey sur glace, ainsi qu'au grand décalage horaire avec le Japon. Les compétitions sont diffusées en différé, ce qui intéresse moins les téléspectateurs. Ailleurs, les montants des droits sont beaucoup moins élevés car il y a peu de concurrence : l'Union européenne de radio-télévision paie 72 millions de dollars et les droits japonais sont achetés pour 37 millions tandis que le reste du monde rapporte 29 millions,,.

## Réactions et retombées

### Réactions
Les Jeux de Nagano sont globalement considérés comme un succès mais ils reçoivent plusieurs critiques avant et après la compétition.
Avant les Jeux, le comité d'organisation refuse de remonter le départ de la descente masculine jugée trop courte pour ne pas le mettre dans un parc naturel. Le président de la Fédération internationale de ski Marc Hodler déclare que « pour la première fois, un comité organisateur œuvre à l'encontre de l'intérêt du sport ». Un accord est ensuite trouvé et la descente est allongée. Cette décision est critiquée par les écologistes, qui déplorent également des arbres coupés pour faire place à la piste de bobsleigh.
Le président du CIO déclare lors de la cérémonie de clôture que ces Jeux ont bénéficié de la meilleure organisation de l'histoire des Jeux d'hiver. Marc Hodler loue la bonne préparation des pistes malgré les conditions météorologiques difficiles.
Les Jeux sont très favorablement accueillis par la population japonaise puisqu'un sondage réalisé après les Jeux révèle que 95 % des personnes interrogées considèrent que les Jeux ont été un succès. Une grande partie de la population de Nagano est fière que la ville ait accueilli les Jeux et soit devenue mondialement connue, mais certaines critiques disant que les Jeux ont profité aux entreprises de construction et détruit l'environnement apparaissent également. De plus, la ville doit supporter une lourde dette qu'elle n'aura entièrement remboursée qu'en 2015,.

### Retombées

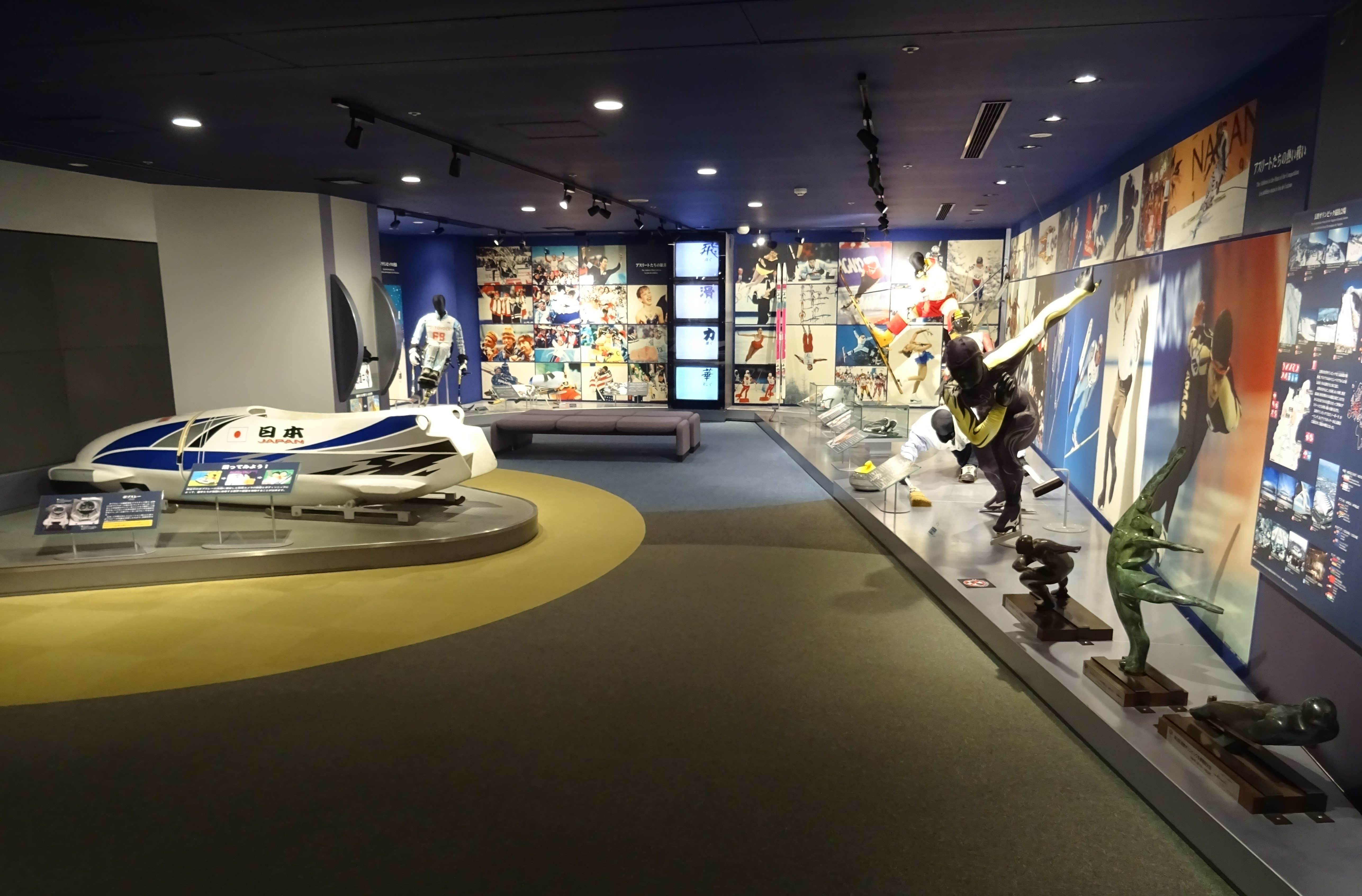
Exposition du Musée olympique de Nagano.

Les Jeux de Nagano permettent d'améliorer les transports de la région. L'apport économique de la ligne Shinkansen Nagano est estimé à 10,5 milliards de yens par an, ce qui correspond à la conversion en revenus des heures gagnées grâce à la réduction du temps de transport. Les deux nouvelles autoroutes et les routes améliorées constituent également un héritage important,. L'économie de Nagano connaît une stimulation pendant les deux années suivant les Jeux, mais les effets à long terme ne se concrétisent pas.
Au niveau des sites sportifs construits pour les Jeux, seuls le M-Wave pour le patinage de vitesse, le tremplin de saut à ski et la piste de bobsleigh Spiral sont conservés pour la pratique des sports d'hiver car les coûts d'entretien sont élevés. Les autres sites sont utilisés pour d'autres sports ou manifestations. Un « Musée olympique de Nagano » est aménagé dans le M-Wave après les Jeux.
Le comité d'organisation dépense 4,5 milliards de yens pour la promotion du mouvement olympique. Un « fonds commémoratif des Jeux olympiques de Nagano » destiné à l'entraînement des athlètes japonais ainsi qu'au soutien à l'organisation de compétitions de sports d'hiver est créé. De plus, le programme d'éducation « Une école, un pays » a un grand impact régional, national et international.